# Tonalá (Chiapas)
Tonalá (Alfabeto Fonético Internacional: /to.na.ˈla/) es una ciudad localizada en el suroeste de México, asentada en la transición de la Llanura Costera y la Sierra Madre de Chiapas, y a su vez cabecera de uno de los 124 municipios que conforman al estado. Siendo la décima ciudad por población de Chiapas. En la geografía estatal, se ubica al sudoeste, en las cercanías del litoral del océano Pacífico. De raíces prehispánicas, Tonalá es una de las ciudades más antiguas del estado, célebre porque que en sus cercanías se suscitó la Batalla de la Chincúa, en donde Mariano Matamoros derrotó a Manuel Servando Dambrini, quedando a la posteridad como la única ciudad en la que se luchara por la emancipación de Chiapas. Desde 1983, para efectos del sistema de planeación del gobierno estatal, fue designada como cabecera de la región socioeconómica IX Istmo-Costa, siendo su urbe más poblada e importante, además de ser considerada la tercera ciudad en importancia económica del estado. Para fines electorales funciona como cabecera del VII Distrito Electoral Federal y del XV Distrito Electoral Local. A nivel tanto local como nacional es reconocida por su característico clima soleado y caluroso, sus playas, sus quesos y su creciente producción de mango Ataulfo.
Asimismo, Tonalá es un municipio cuyo crecimiento demográfico avanza rápidamente. Se le considera un lugar estratégico, tanto por ser un sitio de paso de Tuxtla Gutiérrez a Tapachula y su colindancia con el estado de Oaxaca, así como por proveer a la capital del estado una abundante producción de pescados, moluscos y mariscos, y debido a su posición estratégica en la producción pesquera, es la sede de la Secretaría de Pesca local. Si bien es cierto que a raíz del decaimiento de la actividad del Ferrocarril Panamericano el municipio ha menguado su actividad económica, la comarca es heredera de una vocación ganadera centenaria que la posiciona como centro de una de las principales regiones ganaderas de Chiapas. Actualmente la actividad turística se perfila como el principal motor económico municipal, proyectada en torno a los dos principales destinos de playa estatales: Puerto Arista y Boca del Cielo.

## Toponimia

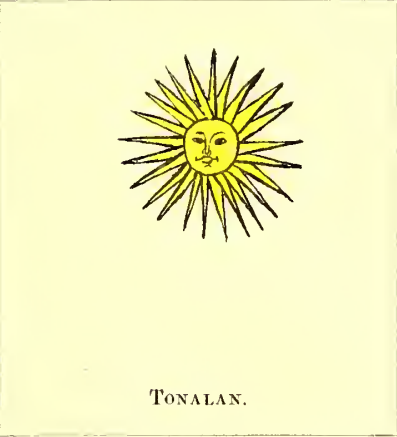
Una reproducción del jeroglífico náhuatl que representa la palabra «Tonalán» que Antonio Peñafiel proporciona en el «Atlas» de su libro «Nomenclatura geográfica de México» extraída del «Lienzo de Tlaxcala».

Popularmente se cree que el topónimo deriva de la palabra «Tonatlán» (Náhuatl clásico /toː.na.ˈt͡ɬaːn/), que debido a la propiedad aglutinante del náhuatl, formaría la palabra de los términos «Tonatiuh» (Náhuatl clásico /toː.ˈna.tiʍ]/) —el dios del sol azteca— y el sufijo «Lan» (Náhuatl clásico /laːn/) —Lugar—, que devendría significando «Lugar del sol». Esta confusión probablemente se origine en el alias «Ciudad del Sol» con el que coloquialmente se conoce a la ciudad, así como del mote con el que los mexicas nombraron a Pedro de Alvarado —conquistador del lugar—, «Tonatiuh», debido a su cabello rubio.
Matías Ángel de la Mota Padilla atribuye el origen del topónimo a la palabra «Tonallán» (Náhuatl clásico /toː.na.'lla:n/) que interpreta como «Lugar por donde el sol sale»,. Esta explicación surge de los trabajos historiográficos que Mota Padilla escribió sobre la conquista de la Nueva Galicia, por lo que su interpretación se toma para explicar el nombre de Tonalá, Jalisco. Sin embargo, Antonio hernandez pacheco, basándose en los trabajos lexicográficos de Alonso de Molina, interpreta la palabra Tonallán como la aglutinación de los términos «Tonalli» (Náhuatl clásico /toː.na.'lli/) —calor del sol o verano— y «Lan» —lugar o lugar donde abunda— que deveniene significando como «Lugar muy caliente», «Lugar caluroso por la mañana», «Lugar caluroso del sol naciente» o incluso como «Lugar de verano».
En la época virreinal, como resultado de la fundación de la ciudad por los frailes franciscanos, al nombre del pueblo se le antepuso el de un santo, en este caso el de San Franscisco de Asís. Esta era una práctica generalizada por los evangelizadores de Nueva España, pero especialmente en la región del Istmo de Tehuantepec —cf. San Francisco del Mar o San Francisco Ixhuatán—. Por consiguiente, durante la época colonial la localidad fue conocida como «San Francisco Tonallán» o «San Francisco Tonalá». Se deba añadir además, que al sector del Soconusco al que pertenece Tonalá, los españoles la nombraron como «El Despoblado» —actuales municipios de Arriaga, Tonalá, Pijijiapan y Mapastepec—, debido a la escasa población indígena remanente y los pocos colonizadores que se asentaron en la región.

### Gentilicio
El gentilicio de los habitantes, tanto del municipio como la cabecera, es tonalteco (AFI /to.nal.'te.co/), pero dentro del estado son más conocidos como «turulos» (AFI /tu.'ru.lo/). La palabra turulo proviene del «turulete» —un pan hecho de maíz típico del estado— y del refrán popular «Turulo come panela».

## Historia
La historia de Tonalá es oscura, ya que no han quedado grandes registros de sus primeros pobladores. El municipio, desde la época prehispánica, ha estado ligado a la región histórica del Soconusco, que originalmente abarcó desde el Río Las Arenas — en el actual municipio de Arriaga — hasta el Río Tilapa — en la actual Guatemala— limitando al norte con la Sierra Madre de Chiapas. Es a partir de las conquistas del General Tliltotl, por órdenes del Tlatoani Ahuízotl — esto a fines del 1490 —, que Tonalá aparece en los escritos mexicas, pues son éstos quienes le imponen el nombre de Tonalá.

### Época prehispánica
En el municipio se encuentran documentadas más de catorce zonas arqueológicas de relativa importancia por su tamaño — y que son — de diferentes culturas.
La zona arqueológica «La Perseverencia» fue un gran centro ceremonial del preclásico tardío (450 a. C. al 200 d. C.), así lo atestiguan sus más de 28 estructuras y dos juegos de pelota, en una superficie de más de 15 hectáreas. Junto a las zonas arqueológicas de «Tiltepec», «Tzuzuculli» y «Las Ánimas» — que corresponden al período Preclásico — tienen fuertes vínculos con la cultura olmeca. «Los Horcones», «Fracción Mujular», «Mojarras» y «La Chincúa», que corresponden al período Preclásico tardío y al Clásico temprano, cuyas culturas locales tuvieron intercambio tanto económico como religioso con la cultura teotihuacana. «Paredón», a la cultura mixteca. Y queda aun sin definir la cultura de «Iglesia Vieja», «Ocuilapa», «San Carlos», «Ponteduro», «La Polka», «Cabeza de Toro», y la «Ciudad Perdida en el Cerro de Bernal».
Peter Gerhard menciona que mucho antes de la llegada de los españoles, los huaves habitaron la costa baja de Tonalá — es decir — las marismas de la laguna del Mar Muerto.

#### Iglesia Vieja

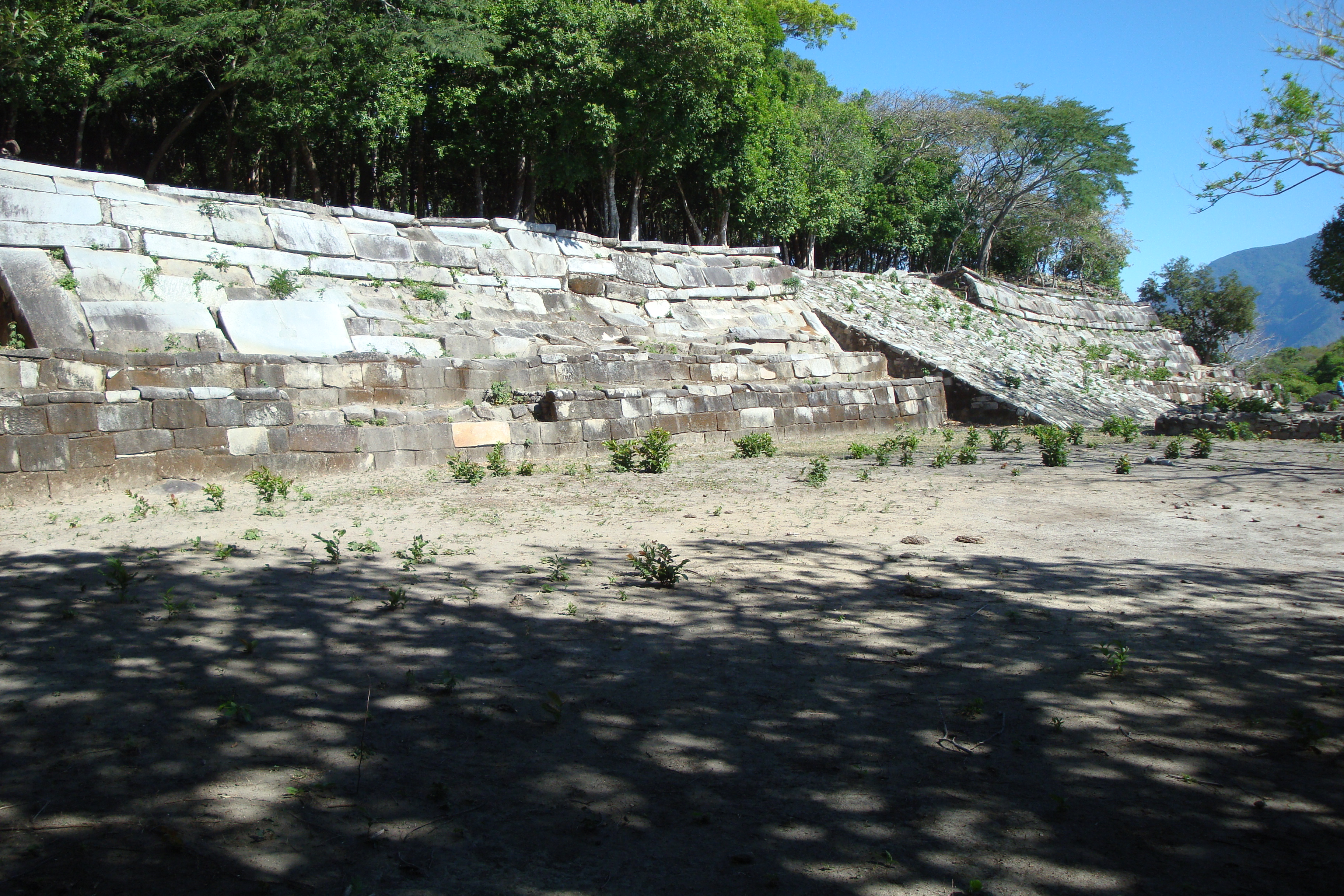
Zona arqueológica Iglesia Vieja. Tonalá, Chiapas.

La historia de la ciudad de Tonalá se remonta a los tiempos precolombinos, ya que existió una antigua población a 4 kilómetros al norte de la actual, de la cual, aún persisten sus ruinas, conocidas como Iglesia Vieja y que datan, según el INAH, de los años 400 a. C. a 600 d. C. del periodo Clásico temprano. Fue punto intermedio en la ruta comercial entre el sur del área Maya, el altiplano mesoamericano y la depresión central chiapaneca, donde confluyeron distintas culturas mesoamericanas como la olmeca, la maya, la zapoteca y la mixteca. Fue capital regional durante el periodo Clásico Tardío, dominando una amplia zona que incluía Tonalá y los actuales municipios de Pijijiapan y Arriaga.
Posteriormente a la desaparición de la civilización de Iglesia Vieja se desarrollaron 5 asentamientos en las cercanías: Tiltepec, Tzutzuculi, Quetzalapa, Nicatán y Noyola. Los aztecas conquistaron toda la costa chiapaneca (incluyendo esos 5 pueblos) durante el reinado de Ahuízotl (1486-1502) e impusieron el nombre de Tonallán a la comarca que tuvieron bajo su dominio. Las poblaciones dominadas sirvieron como punto intermedio entre Tenochtitlán y el Soconusco. El dominio nahoa perduró hasta de la conquista de imperio por parte de Hernán Cortés y la llegada de los conquistadores españoles a la región.

### Época colonial

#### Bajo los Habsburgos españoles (1524-1700)

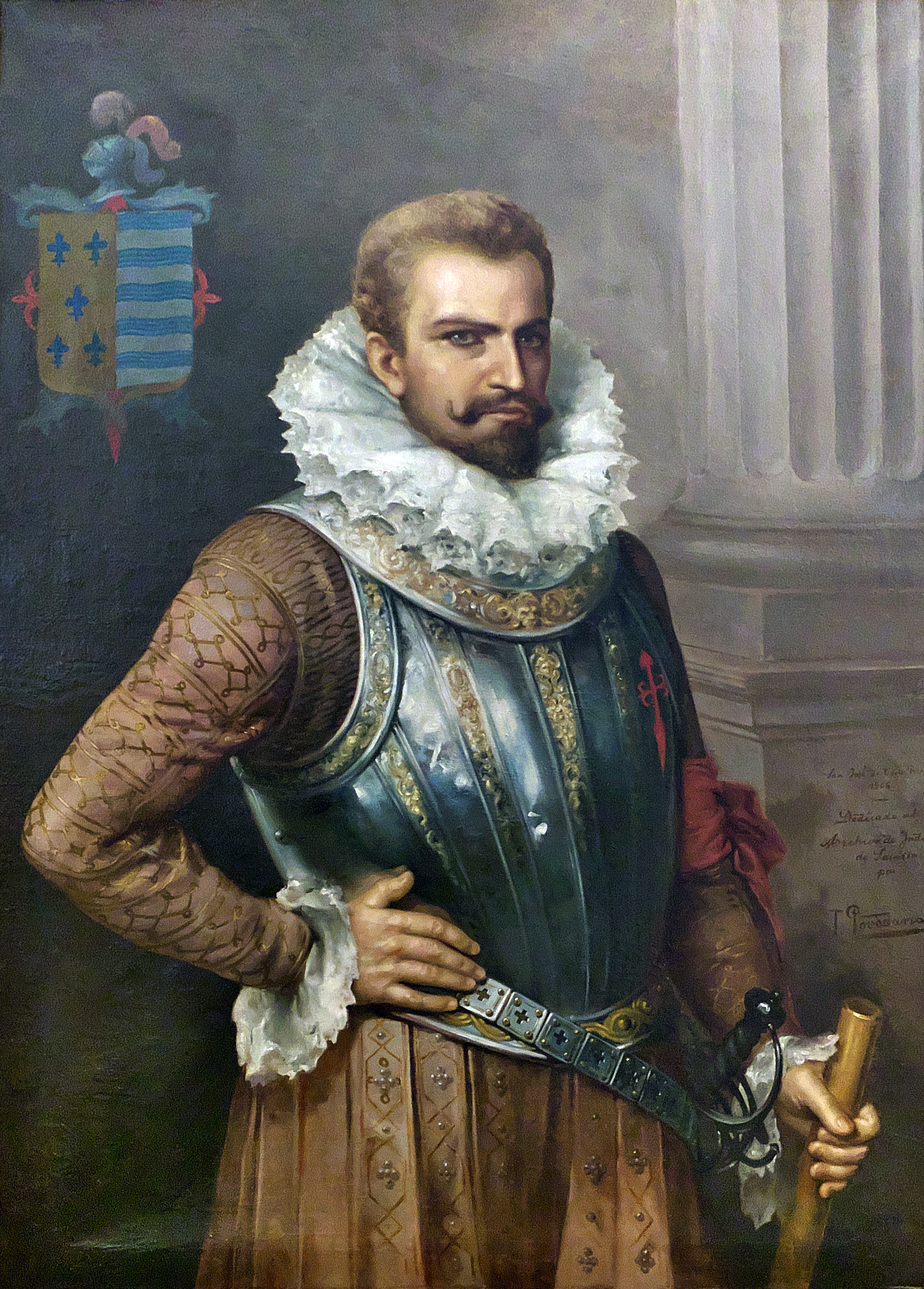
Pedro de Alvarado. Conquistador de la región tonalteca en 1524.

Conquistada Tenochtitlan, Hernán Cortés envió algunos españoles que ocuparon a la región del Soconusco sin mayor resistencia. El mismo año, en Tuxpan, se le presentaron dos españoles —de los previamente enviados— acompañados con muchos indígenas del Soconusco, quienes se ofrecieron como vasallos del rey de España; bien es cierto que Cortés desconfió de sus intenciones, los recibió con atención y los envió a sus líderes para hacer constar de una alianza con sus caciques. Posteriormente Cortés comisionó a Pedro de Alvarado con la tarea de subyugar a Utatlán y toda Guatemala, para lo cual Alvarado dispuso de un ejército de trescientos soldados, de los cuales eran: 120 escopeteros, 130 a caballo, 4 tiros, 1 artillero, 200 tlaxcaltecas y cholultecas y 100 mexicas. Alvarado salió de Tenochtitlan el 13 de diciembre de 1523, pasando por Tehuantepec en donde tuvo que hacer frente a tribus hostiles. Ya en territorio chiapaneco —en febrero de 1524— en las cercanías de la actual ciudad de Tonalá, Alvarado encontró una rebelión al dominio español por parte de los pobladores de Quetzalapa, quienes fueron derrotados y los sobrevivientes de dicha batalla se replegarían hasta el Río Tilapa. Alvarado siguió con su paso «como de rayo» hasta Guatemala, por lo que la conquista fue más nominal que de facto. Sería al regreso de Alvarado en 1526, después de haber completado el sometimiento de la región una vez conquistada la capital Soconusco, en que recomendó empezar la evangelización del lugar, actividad en la que participaron frailes franciscanos y dominicos en el periodo comprendido de 1529 a 1540.
Como parte del Soconusco, la comarca tonalteca aparece en la lista de posesiones de Hernán Cortés de 1524 a 1526 quien aparentemente se reservó para sí la provincia. El 24 de noviembre de 1526, el Soconusco fue declarado provincia por la Audiencia y Cancillería Real de México. Más adelante, el 8 de diciembre de 1526, Francisco de Montejo fue designado gobernador y Capitán General de la Provincia de las Chiapas de manos del rey Carlos I, con jurisdicción sobre el Soconusco, pero esta situación sería breve, ya que en 1529 los cuantiosos recursos del Soconusco fueron confiscados por la Real Audiencia de México, pasando a pertenecer a la Corona española. El 11 de marzo de 1531, esta Audiencia nombra al primer corregidor del Soconusco, siendo este derecho de nombramiento de corregidores ejercido por el virrey de 1535 a 1556. El 1538, el Virrey Antonio de Mendoza recibió instrucciones para asignar a Pedro de Alvarado el Soconusco a cambio de los pueblos de Izúcar y Chietla. Con la muerte de Pedro de Alvarado en 1541 y la creación el 20 de noviembre de 1542 de la Audiencia de los Confines de Guatemala y Nicaragua —con base en la promulgación de las Leyes Nuevas, y además estableciendo su sede fundacional en Santa María de la Nueva Valladolid pero establecida de facto en Gracias a Dios — se suprimió a las gobernaciones existentes al momento de su fundación, Chiapas y Soconusco —junto con Nicaragua, Honduras, Panamá, Veragua, Guatemala, Tabasco, Costa Rica y Yucatán— pasaron a depender administrativamente de esta Audiencia, comenzando de esta forma la incipiente conformación de la Capitanía General de Guatemala, pero es muy probable que el control real de ambas fuese ejercido desde Guatemala hasta 1544.
En 1545 el Soconusco vuelve a aparecer como una posesión de la corona dependiente de facto del virreinato novohispano. En 1551, el título del magistrado del Soconusco cambio de corregidor a alcalde mayor. En 1556, una real cédula colocó al Soconusco en la jurisdicción y bajo el poder nominativo de la Audiencia y Cancillería Real de Santiago de Guatemala. En 1561, la provincia alcanzó el rango de gobernación, por lo cual el titular del gobierno era nombrado por el rey y aprobado por el Rel y Supremo Consejo de Indias. En 1565 le es restablecido su estatus de gobernación. Desde el 8 de septiembre de 1563 a 1568 la sede de esta Audiencia se trasladó a Panamá por órdenes de una real cédula — siendo esta la segunda instalación de la Audiencia y Cancillería Real de Panamá en Tierrafirme— que abarcó Honduras, Nicaragua y Panamá, mientras que Chiapa, el Soconusco y Guatemala quedaron bajo el control de la Real Audiencia de México. A instancias de Bartolomé de las Casas, el 15 de enero de 1568 una real cédula restableció la Real Audiencia de Guatemala delineando la jurisdicción de la Capitanía General de Guatemala que abarcaría la mayor parte de Centroamérica —Guatemala, Belice, El Salvador, Honduras, Nicaragua, Costa Rica, Chiapas y Chiriquí—. Posteriormente, una real cédula fechada el 25 de enero de 1569 transfirió a la gobernación de Soconusco, de la Real Audiencia de México a la Real Audiencia de Guatemala.
Debido a los cambios políticos a los que fue sometido el Soconusco, la lejanía de la provincia respecto a los grandes centros poblacionales y su calidad como mera encomienda de la Corona española, le proporcionaron al gobernador poderes extraordinarios sobre la economía y las cuestiones judiciales de la región, esto hacía al gobernador propiamente un feudal sin muchas interferencias del exterior. En primeras instancias, la comarca de Tonalá dependió gubernamentalmente, de Cacaluta, un pueblo cerca de la localidad del Soconusco. En 1540, la sede del gobierno fue trasladada a San Pedro Huehuetlán. En cuanto a las cuestiones eclesiásticas, la Diócesis de Tlaxcala administró el Soconusco hasta 1536, en que pasó a la Diócesis de Guatemala. En 1545, el rey Carlos I, asignó al Obispado de Chiapa el Soconusco. Del período de 1561-1596 pasó a ser gobernada nuevamente desde Guatemala, posteriormente seguiría dependiendo del Obispado de Chiapa. El clero secular habría de monopolizar el Soconusco. Cabe destacar que durante la época colonial el Soconusco estuvo dividido en seis o siete beneficios eclesiásticos, aunque los centros y los límites de las parroquias variaron con el tiempo. De esos siete (Asunción Soconusco, Tianguistlán, San Pedro Huehuetlán, Santo Domingo Cuilco, Asunción Tustla, Santa María Ayutla y El Despoblado), Tonalá dependía del beneficio del Despoblado con sede en San Pedro Mapastepeque.
La región de Tonalá, en el siglo XVI, tenía 3 pueblos de indios: Tiltepeque, Tonalá y Quetzalapa y varias estancias ganaderas de españoles. En la década de 1560 empresarios españoles adquirieron tierras en «El Despoblado» e introdujeron ganado bovino, que se multiplicó a tal punto, que se dice, que una de sus estancias era la mayor de la Nueva España (esto cerca del 1629). Tal era la riqueza del Soconusco y la fama que esta generaba, que se decía que algo muy valioso valía un Soconusco. Además en 1590, Miguel de Cervantes Saavedra —unos años antes de escribir el Ingenioso Hidalgo Don Quijote de la Mancha— solicitó al rey Felipe II el puesto de gobernador del Soconusco. En 1611 el pueblo se vio reflejado en el censo de ese año con 40 españoles, 245 indígenas y 45 negros. Hay que hacer notar que por la poca mano de obra indígena —que decayó por las enfermedades traídas por los españoles— fue necesario traer esclavos —aunque también se instalaron negros y mulatos libres— del continente africano para que cuidaran las estancias ganaderas y trabajaran el añil. En 1600 desapareció el pueblo de Quetzalapa. Para 1684 había 259 jefes de familias mulatas, que trabajaban las haciendas de ganado en Tonalá, Pijijiapan, Mapastepec y Ayutla.

#### Bajo los Borbones Franceses (1700-1821)
Para el 1700, Tonalá pasó a depender políticamente de Santo Domingo Escuintla, debido a una crisis política surgida por el intento de sublevación del visitador Francisco de Gómez de la Madrid en contra de Gabriel Sánchez Berospe, presidente de la Audiencia de Guatemala. Alrededor de 1740, el beneficiado del Despoblado pasó de Mapastepec a Tonalá. En 1786 con la implementación de las Reformas Borbónicas, particularmente la creación del sistema de intendencias al interior de la provincia chiapaneca, las dos alcaldías mayores de Chiapa y el gobierno del Soconusco —que hasta entonces era independiente, políticamente hablando, de Chiapa— formaron la nueva Intendencia de las Chiapas. Entonces hubo tres partidos con 109 poblados y 38 curatos. Las cabeceras de los tres partidos eran Ciudad Real, Tuxtla y Soconusco. Se nombraron 12 subdelegaciones para hacer más eficiente el cobro de tributos quedando los siguientes: Palenque, Ocosingo, Tila, Huistán, Tuxtla, Comitán, Huitiupán, Ixtacomitán, San Andrés o Coronas, Tapachula, Tonalá y Llanos, cada uno con un subdelegado residente en la cabecera. Por lo mismo, el Soconusco se dividió en dos partidos, el de Tonalá al noroeste y el de Tapachula al sureste.
El pueblo de Tiltepeque desapareció en 1754. Este pueblo se repartió en los dos mancomunes: el de naturales (o indios) y el de mulatos, quienes recibieron su título de posesión por el rey Carlos III en 1787. En 1791 se constituye el primer ayuntamiento de la ciudad. Ese mismo año, una comitiva del pueblo se traslada a San Cristóbal de las Casas a solicitar el reconocimiento de las autoridades del ayuntamiento de Tonalá. En 1790 el subdelegado de Soconusco —que residía en Santo Domingo Escuintla— a causa de huracán que la dejó en ruinas tuvo que trasladarse a Tapachula por lo que la subdelegación de Tonalá pasó a pertenecer a Tapachula. En 1793 principia la construcción formal de la iglesia de San Francisco de Asís. En 1794 se desata una epidemia de tifo que diezma a la población. Es mismo año, se incendian las casas y el techo de palma de la iglesia de San Francisco de Asís, durante los días del 8 de octubre al 17 de noviembre de 1794, para ese entonces Tonalá tenía 62 casas, y alrededor de 375 indios, 12 españoles (la mayoría cosecheros de añil) y los gremios (o mancomún) de mulatos y naturales. El mancomún de mulatos era de 900 personas en 1791. El pueblo de Tonalá se reconstruyó después de esto, es decir, en 1795. Y la urbanización de las casas ya se empieza a hacer con techos de teja y no de palma; pues se prohíbe por bando público fabricar casas de paja. En 1796 el provisor del Obispado de Chiapa, José de León y Goicochea, remitió a la Real Audiencia de Guatemala noticias de los habitantes del Soconusco, donde se incluía a Tonalá. En ese entonces Tonalá registró 2 874 personas.
En 1805 vuelve a quemarse por vientos huracanados la mayor parte del pueblo, incluido el techo de palma de la iglesia, este incendio se extendió a las comunidades cercanas donde vivían la mayor parte de los pobladores, que terminaron refugiándose en los terrenos aledaños de la actual localidad llamada El Congreso. El 29 de octubre de 1813 se le concedió el rango de Villa a Tonalá por decreto de las Cortes de Cádiz, instaladas en la Isla de León. Además que las mismas Cortes de Cádiz le autorizaron la apertura del Puerto de Tonalá por diez años para comerciar con el Perú. En 1814 la villa tuvo un crecimiento poblacional y quedó con 4 505 personas: 222 españoles, 944 indios y 3339 mulatos. Al finalizar el régimen colonial en 1821, quedaron en total doce partidos: el de Ciudad Real, Llanos (Comitán), Tila, Palenque, Ixtacomitán, Tuxtla, Tonalá, Soconusco, Ocosingo, Simojovel, Huixtán y de San Andrés. Los partidos de Tapachula y Tonalá integraban el Departamento de Soconusco.

##### Batalla de la Chincúa

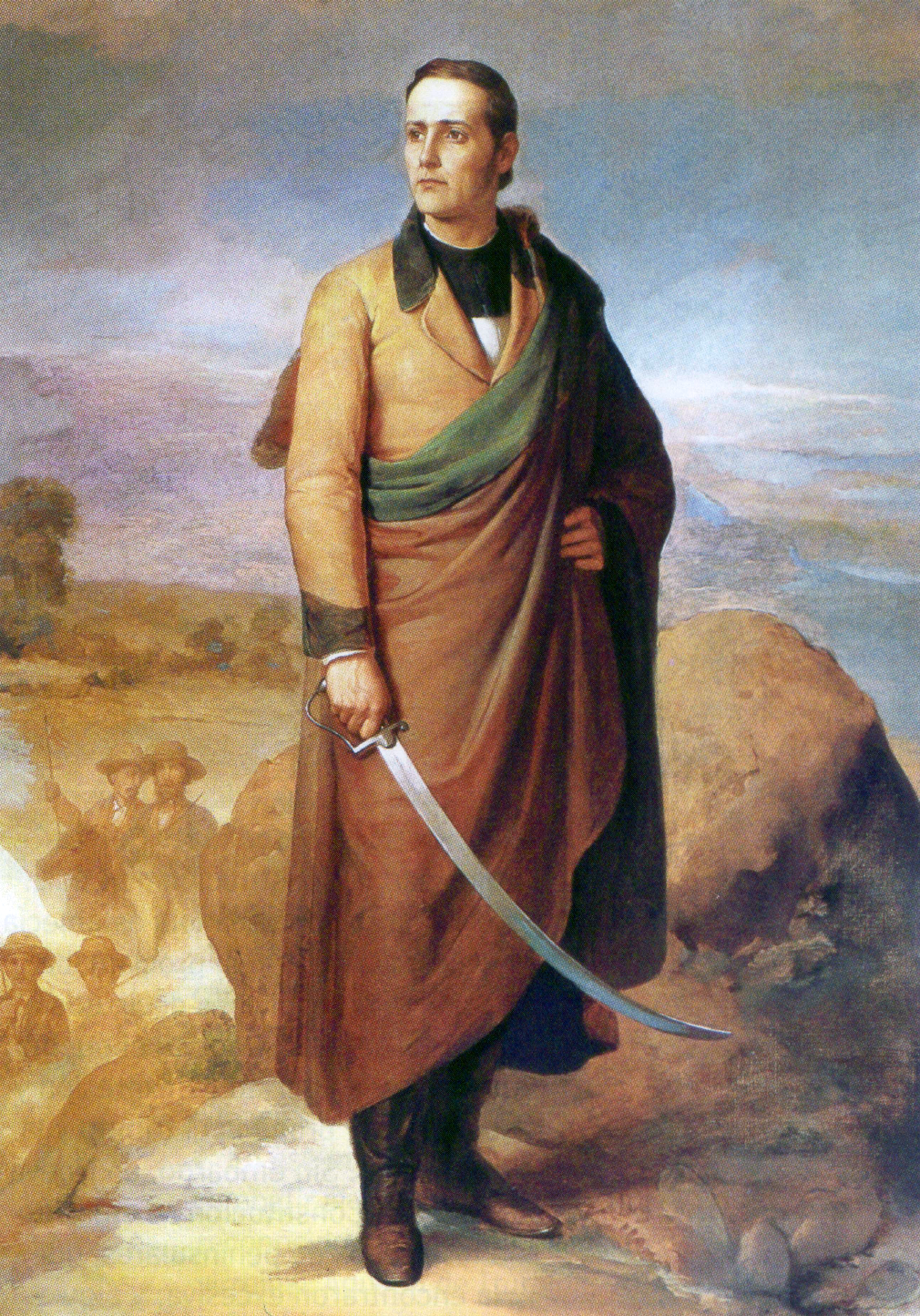
Mariano Matamoros. Insurgente que pisó tierras tonaltecas y derrotó a Manuel Servando Dambrini en la Batalla de la Chincúa.

En la época de la Independencia, el istmo de Tehuantepec en Oaxaca era considerado raya limítrofe entre la Nueva España y la provincia chiapaneca (parte de la Capitanía de Guatemala). Los movimientos de insurrección que acontecían en la Nueva España, generaron interés por reforzar las huestes provinciales de Chiapa.
Los insurgentes al mando de José María Morelos avanzaban rápidamente hacia Oaxaca con 12'000 hombres. Sin embargo, el mal estado de los caminos entre Oaxaca y Chiapa, detuvo el paso de los insurgentes sin que pudiesen avanzar más hacia el sur. A causa de ello el correo de estafeta comenzó a desorganizarse provocando que indios a pie y ocultos trasladaran las cartas de pueblo en pueblo.
La intensidad de los movimientos armados en la Nueva España, alertaron al gobierno de Guatemala. El excapitán guatemalteco Antonio González Mollinedo y Saravia, fue ejecutado por los insurgentes en Oaxaca donde se hallaba de paso. En venganza, el gobernador de Guatemala José Bustamante y Guerra ordenó entonces el viaje de tropas hacia la raya limítrofe.
En diciembre de 1812, Dambrini emprendió la marcha desde Guatemala, rumbo al istmo de Tehuantepec. El armamento que llevó se constituyó de, al menos, 200 fusiles y varios cañones. Como consecuencia de esto, en Tonalá se estableció la fundición provisional para elaborar cañones de guerra. Diez años después se reactivó gracias al metal que se trajo desde Tabasco, de los cuales se hicieron cañones de 4 y 8 calibres. Probablemente fueron estos los tipos de cañones utilizados en la batalla de Tonalá el 19 de abril de 1813. Especialmente los de calibres 2 y 4, más fáciles de trasladar por los caminos generalmente en mal estado.
A finales de enero de 1813, un grupo de 250 hombres salió de Quetzaltenango, Guatemala y marchó hacia Tonalá. Los generales militares más importantes eran Félix Lagrava, Farrera, Garci-Aguirre y Dambrini. Este último dirigió una tropa compuesta principalmente por locales y la leva de negros del Caribe. Debido a la integración racial en sus tropas, fue enviado a Chiapa para combatir contra los insurgentes en Oaxaca.
Morelos peleaba contra el general Calleja desde Tehuacán, Puebla y poco a poco reconquistó Oaxaca. Manuel Servando Dambrini, por su parte, llegó a Tonalá y poco después situó su campamento en la hacienda Macuilapa. Los primeros días de abril, Dambrini enfrentó a tropas insurgentes en Tehuantepec viéndose derrotado fácilmente. El sentir de una noticia puso en evidencia el resultado adverso para el general guatemalteco, que vio en su huida la mejor opción.
Las fuerzas de Morelos y Matamoros habían atacado con bombas la Villa de Tehuantepec, pusieron fácilmente en retirada al teniente coronel Dambrini. Posteriormente las tropas guatemaltecas regresaron a Tonalá el día 11 de abril, donde establecieron una guarnición y recibieron apoyo del cura (Luciano Figueroa). Los soldados al mando de Dambrini hacían un total de 400 hombres más o menos armados. Mientras se recuperaban de la derrota en Oaxaca, el coronel Esteban Figueroa fue comisionado por Dambrini para llevar bastimentos a Tonalá desde Jiquipilas y Ocozocuautla.
El 19 de abril, Matamoros marchó hacia Tonalá junto a la brigada llamada Ysúcar (Izúcar), decidido a atacar a Dambrini. Este último se encontraba con pocos elementos para defender la plaza. Y los subalternos permanecieron dispersos por las haciendas, bastante diezmados y ocultos entre los montes. El ataque se llevó a cabo en las inmediaciones de Tonalá, probablemente en los caminos cercanos a las montañas que anteceden la hacienda La Calera (localizada en el actual municipio de Arriaga).
Desde el día 18 de abril Luciano Figueroa, se encontraba apoyando al ejército proveniente de Guatemala. Aunque estuvo lejos de la batalla en Oaxaca, presenció el regreso de las tropas de Dambrini a territorio tonalteco, donde 100 indios al mando del cura apoyaron para abrir caminos, formar trincheras, cargar las nuevas municiones y agrupando 14 cargas de bastimentos entre hachas, machetes, además de 20 caballos. En la tarde de ese día Matamoros atacó a Dambrini quien resistió hasta ponerse en retirada.
En la mañana del 19 de abril, las tropas de Dambrini se encontraban en el llano Santa Rosa. Figueroa proveyó de bastimentos a la tropa sin detener su rumbo hacia el rancho Mulato, pues Matamoros avanzó rápidamente. Después de haber descansado en ese rancho, Dambrini marchó con intención de llegar hacia la raya limítrofe. Sus mejores armas consistían en cuatro cañones (probablemente de calibres 2 y 4) que tenían montados en sus respectivas cuereñas. El camino estaba en tan mal estado, que comisionó a Francisco Herrera para que lo reparara junto a los zapadores. Sin embargo, el camino montuoso imposibilitó las labores de reparación y la tropa tuvo que desmontar la artillería en medio del camino. Herrera continuó reparando los caminos hasta llegar al Portillo de las Huertas.
En Tonalá el subdelegado y los alcaldes mostraban apoyo e interés en las noticias de la tropa que dirigía Dambrini. Los pobladores comenzaron a evacuar el pueblo y las fincas rústicas más importantes se vaciaron rápidamente. Herrera se marchó rumbo a la Trinidad y únicamente mandó cerrar el camino principal a Tonalá. Los indios limpiaban el camino cuando la gente de Matamoros atacó violentamente a la caballería de Dambrini, retrocediéndolos casi una legua del Portillo de las Huertas.
El grupo insurgente se encontraba emboscando a la tropa de Dambrini y el tiroteo duró tres horas bajo los calurosos rayos del sol. Hábilmente la gente de Matamoros no ofreció el ataque frente a frente y atrás de los montes asediaron sin parar. Al respecto señala el cura Luciano Figueroa: “[…] la sed fue el mayor enemigo nuestro por lo caluroso del día, y habiendo durado el combate cerca de tres horas salía nuestra infantería en trozos de a seis hombres a buscar agua y ya no regresaban; hubo muy poca subordinación, pues el comandante mandaba no menudear el fuego para que el enemigo saliese del bosque, y no obedecía.”
Entrada la tarde, el recuento de daños en la tropa de Dambrini presagiaba la derrota. Quedaron poco más de 50 hombres de infantería, pocos de caballería, dos ayudantes y cuatro capitanes. Finalmente la tropa de Dambrini decide romper los cañones, quemar las cuereñas y regar la pólvora para que no quedasen en manos del enemigo; decidiendo la victoria para los insurgentes de Matamoros.
A las doce de la noche, después de andar varias leguas llegó a Tonalá la desgastada tropa de Dambrini. El panorama fue confuso y desolador, según comentó el cura Luciano, principal testigo.
El día 20 de abril, el cura proporcionó algunas reses para alimentar a la tropa que se encontraba en la hacienda Los Patos perteneciente a su parroquia. Los insurgentes marcharon hacia Trinidad, Dolores y Calera, rumbo al istmo. Sin embargo, del 20 al 22 de abril las tropas de Matamoros merodearon Tonalá sin mayor actividad. El 23 ingresó al pueblo acompañado de tres pedreros y estableció siete cuarteles. Al día siguiente puso una proclama al pueblo y tres días después concluía su retirada del lugar; de manera que el día 27 de abril ya se encontraba fuera del territorio tonalteco. Situación que aprovechó el cura Luciano Figueroa para regresar a Tonalá desde el 25 de abril.
Mientras tanto Matamoros mandó varias cartas a Ciudad Real expresando su postura y en Tonalá trató de enlistar a los indios sin lograrlo. Las fuerzas con las que contó ascendían a 6'000 hombres, pero había atacado a las tropas guatemaltecas con tan sólo una cuarta parte de ellos. Dambrini ya se encontraba en Tapachula y recibió las noticias de todo lo acontecido por cartas del renombrado cura.
La victoria de Matamoros sobre Dambrini, obedeció a que tenía en su poder más de cuatro cañones por cuartel y gozando de al menos siete cuarteles. Al finalizar la batalla Matamoros amarró a siete tonaltecos a los cuales llevó mientras otros lo siguieron voluntariamente. Antes de salir de Tonalá, las tropas de Mariano Matamoros se entregaron al saqueo y robo de bestias durante ocho días. Finalmente el 25 de abril de 1813, se retira de Tonalá y deja cuatro cuarteles, cada uno resguardado por un cañón.

### Independencia
Poco después de la independencia de Chiapas de España y Guatemala, los chiapanecos decidieron formar parte del Imperio de Iturbide, decisión que fue aceptada por México el 16 de enero de 1822. Esta unión al Imperio duró hasta el 7 de junio de 1823, luego de la abdicación del Emperador Agustín de Iturbide el 5 mayo del mismo año. En este transcurso, Chiapas tomó la determinación de declararse libre de agregarse a México o reincorporarse a Guatemala. A finales de 1823, se reinstaló la Junta Suprema Provisional como única autoridad para regir y resolver los destinos de Chiapas. En circular de 22 de marzo de 1824, se pidió a todos los partidos que sin demora expresaran a cuál de las dos naciones deseaban federarse, ofreciendo la Junta hacer el conteo de los votos. Estaban contando, cuando llegó a San Cristóbal un decreto del Congreso Mexicano de fecha 26 de mayo, dando 3 meses de plazo para decidirse.
El Soconusco se disgustó por el decreto de México y la presencia del delegado mexicano, y decidió incorporarse a Guatemala el 24 de julio de 1824. Más la Junta Suprema Provisional declaró nula el Acta del 24 de julio por oficio del 7 de septiembre de 1824. Más los disidentes se negaron a unirse a Chiapas, y el gobierno de Guatemala envió el 21 de mayo de 1825 al teniente coronel José Pierson con fuerzas para que ocupara militarmente al Soconusco, cosa que hizo. El 25 de mayo de 1825 el teniente coronel Pierson señala como frontera occidental del Soconusco, la línea del río Cintalapa, la Barra de Zacapulco y un cerro que median entre los pueblos de Escuintla y Mapastepec. La frontera oriental era el río Petacalapa y la Hacienda Casconá. El Congreso de Chiapas dispuso por decreto de 23 de junio de 1825 que marcharan tropas a Tonalá, plaza donde llegó el 7 de julio el Gral. Juan Pablo de Anaya, De esta manera, el Departamento de Soconusco quedó dividido entre México y Guatemala, siendo que la subdelegación de Soconusco quedó como zona neutral y autónoma desde el 1826 hasta el 1842. Mientras que los actuales municipios de Arriaga, Tonalá, Pijijiapan y Mapastepec quedarían de adscritos al Departamento de Tuxtla en 1856.
La región tuvo un impulso mercantil debido al decreto del 24 de abril de 1861, del presidente Benito Juárez, que ordenaba habilitar el puerto de Tonalá, conocido como «La Puerta», para el comercio de altura y cabotaje. De entrada, el puerto fue un atracadero a mar abierto durante casi 30 años; así, recibía a los buques que recorrían el Pacífico desde los Estados Unidos hasta Sudamérica; y en febrero de 1890 se construyó un muelle de 12 metros de profundidad que facilitó el transporte y desembarque de productos y personas, además de una aduana marítima para el registro de los barcos y las mercancías.
El 27 de diciembre de 1870, el gobernador José Pantaleón Domínguez le concede el rango de ciudad a Tonalá. Después, el 6 de diciembre de 1871 se erigió el Departamento de Tonalá. Los límites se establecieron en los terrenos conocidos como La Raya (hoy Arriaga), y hacia el sur hasta el pueblo de Mapastepec, totalizando una superficie de 5 738 km.

### Porfiriato
En 1884 el gobernador de Chiapas, José María Ramírez, se inclinaba por abrir vías hacia el departamento de Tonalá. Pronto otorgó una concesión para un ferrocarril costero, proyecto no iniciado por su salida de la gubernatura. Su sucesor, Manuel Carrascosa, continuó con el proyecto del ferrocarril y firmó convenio con la compañía The Mexican Pacific Railroad Limited, formada con capitales de Londres, Nueva York y Alemania, que construiría una línea de vía ancha con un trayecto «entre el puerto de Tonalá en el Océano Pacífico y un punto conveniente […] frente al puerto de Frontera […] ligando a San Cristóbal por la línea principal o por una ramal». El Congreso aprobó el contrato el 6 de noviembre de 1889 y al siguiente mes iniciaron los trabajos financiados desde Inglaterra por The Baring Brothers. El 31 de diciembre arribó al puerto de Tonalá el primer vapor con 2 000 toneladas de rieles. Para el 13 de febrero de 1890 el muelle de 12 metros de profundidad estaba terminado y en breve arribaron los buques Lonsdak, Moragshire, Balchutha y Havasdale, trayendo 11 700 toneladas de rieles, para terminar la obra, y una locomotora. Infortunadamente, en diciembre de 1891 se canceló la construcción porque el banco The Baring Brothers sufrió un fuerte déficit presupuestal. El nuevo gobernador, Emilio Rabasa Estebanell, revisó de entrada las finanzas, encontró irregularidades en los bonos de subsidio y canceló los pagos. La maquinaria y el material rodante que quedó a la intemperie en Tonalá fue resguardado por la Aduana Marítima.
Para 1900, el Departamento de Tonalá tenía diversos asentamientos en su demarcación. Al departamento de Tonalá llegaron muchos extranjeros en viajes de exploración, como Franklin Everett y Alfred B. Lyon, originarios de Nebraska, Estados Unidos, quienes en 1900 recorrieron la región para una posible inversión ferroviaria, cristalizada en 1902 con la concesión obtenida para construir el Ferrocarril Panamericano.
En 1902 resurge la oportunidad de construir el anhelado ferrocarril en Chiapas. La compañía Panamerican Railroad de capital estadounidense obtuvo una concesión de la Secretaría de Comunicaciones para construir la vía, partiendo de San Jerónimo, Oaxaca, hasta la frontera con Guatemala. La compañía usó el material rodante que perteneció a The Mexican Pacific Railway Limited y de entrada construyó el primer tramo de 50 kilómetros entre Puerto Arista y La Aurora, en el Departamento de Tonalá. En 1900 se registraron corrientes migratorias en la región de Tonalá, como la de 800 chinos para faenas del campo; la de estadounidenses vía marítima, en 1904, que coincidió con un grupo de oaxaqueños. De la migración estadounidense perduran los nombres de John William Bedwell de Kansas; Geo Burch, de Hereford, Texas; Frank Liton, de Denver, Colorado (afrodescendiente), quien adquirió el rancho El Ramil; Jake Meyer, de Lansing, Míchigan, y un grupo de religiosos nazarenos pertenecientes a la Asociación de Santidad, de Texas, que llegaron en 1903 liderados por Samuel M. Stafford y Charles Miller. Ese mismo año, el día 23 de septiembre, se registró un sismo de Magnitud 7.8 a las 20:18 horas, se debe aclarar que no hay precisión sobre la localización exacta o la profundidad, lo que se sabe es que devastó San Bartolomé de los Llanos a tal punto que hubo que reconstruirla en otro sitio. Toda la región central y costa del estado resultó con afectaciones.
En 1909 una comisión de vecinos de un grupo de rancherías del Valle de Jalisco, solicitó al gobernador Ramón Rabasa erigirse en municipio independiente. El 28 de mayo de 1910 el Congreso del Estado aprobó la petición, y ese día el gobernador Interino José Inés Cano signó el decreto, por lo que Jalisco obtuvo la autonomía bajo el nombre de Arriaga, pero supeditado a la Jefatura Política de Tonalá. De 1900 a 1910, la municipalidad de Tonalá creció de los 8.934 a los 10.274 habitantes.

### La Revolución
Ya en 1915, por decreto gubernamental, desaparecieron las jefaturas políticas y se crearon 59 municipios libres, entre ellos Pijijiapan y Mapastepec que se escindían de Tonalá. A partir de 1920, una nueva corriente de migrantes extranjeros y de otros estados del país proliferó y aumentó la tasa de natalidad de este sector. Varios chinos llegaron desde Tapachula y Acacoyagua hacia Tonalá y Arriaga, en su mayoría abrieron comercios, dada su tendencia al trabajo organizado. Para 1922 había abarrotes, ferreterías, telas y tlapalerías liderados por Enrique Chang, José Long, Manuel Lang y José Tang.
En noviembre de 1938 comenzó a funcionar la Asociación Ganadera Local de la Costa de Chiapas con sede en Tonalá.

### México Moderno
En 1950, cuando entró en funciones la Carretera Rancho Bonito - Villaflores, que permitía un traslado más ágil hacia Tonalá. En 1953 se inauguró la Carretera Arriaga - Tonalá -Puerto Arista. Esta línea permitió enlazar con la terracería hacia Tapanatepec. De 1930 a 1950, la municipalidad de Tonalá creció de los 12.993 habitantes a los 22.230. En 1964 se inauguró la Carretera Arriaga - Tapachula. El día 29 de abril de 1970 se suscitó un sismo de Magnitud 7.3, a las 14:01 horas, a unos 60 kilómetros al suroeste de Tapachula y a 35 kilómetros de profundidad, con afectaciones en el municipio. En Paredón se construyó una fábrica de vidrio, y en 1973 inicia operaciones el Centro de Acuacultura en Tonalá, dependiente de la Secretaría de Agricultura y Recursos Hidráulicos, cuya actividad favorecía el incremento de captura de productos del mar, más para consumo estatal.
En los años ochenta se sembraron en esta región 5 000 hectáreas de mango en un contexto político y económico nacional diferente al que se presentaba con el auge del café o del plátano.

### Décadas recientes
El día 10 de septiembre de 2017, a las 13:12 horas, se registró un sismo de Magnitud 7.2, localizado a 45 kilómetros al suroeste de Tapachula y 34.1 kilómetros de profundidad, afectaciones menores en el municipio. El día 21 de octubre de 1995 a las 02:38 horas se registró un sismo de Magnitud 7.2, originado a unos 13 kilómetros al noroeste de Ocozocoautla de Espinosa, con una profundidad de 159 kilómetros, el sismo fue producto de la deformación interna de la placa subducida de Cocos y provocó grandes estragos en la región Fraylesca, y en la parte central del estado, por la cercanía al epicentro, el municipio resultó con afectaciones.
Durante los años 1997-1998 Chiapas en general resintió los efectos de un fuerte Niño (al que se lo cataloga como el más fuerte del siglo XX) que se tradujo en una fuerte sequía que propició los mayores incendios de la historia de México en la Selva de los Chimalapas. Sin embargo, en septiembre de 1998, las lluvias torrenciales que acontecieron ese mes dejaron a la posteridad la mayor cantidad de muertos en Chiapas por fenómenos hidrometereológicos. Las lluvias torrenciales son fueron tan perjudiciales en Tonalá (y en toda la costa) debido a que la presencia de la Sierra Madre de Chiapas con su efecto de sombra orográfica genera un parteaguas que hace descender rápidamente los torrentes de agua hacia la costa, además, como consecuencia directa de la sequía la sierra estaba muy deforestada por la acción de los incendios. En el caso de Tonalá, muchas de sus localidades (principalmente las pesquerías) son vulnerables a inundaciones debido a que están en los márgenes de las múltiples lagunas, esteros y canales que captan el agua que discurre de la sierra y elevan su nivel, anegando las tierras cercanas.
Durante este temporal oficialmente se informó de 28 muertes y 42 desaparecidos en el municipio. Las corrientes de agua prácticamente incomunicaron a los municipios de las regiones Istmo-Costa, Soconusco, Sierra-Mariscal y Fraylesca, en el caso de la Carretera Tapanatepec-Talismán quedó prácticamente destruida por la caída de puentes y la ruptura de la carpeta asfáltica. Muchas rancherías y pesquerías quedaron bajo el agua, y acceso a ellas solo se pudo por vía aérea o por lanchas. Este es fue el caso de la pesquería Manuel Ávila Camacho "Ponte Duro", en esta localidad la lluvia comenzó el día 6 de septiembre y se extendió hasta el 10 de septiembre, debido a las lluvias la Pampa Buena Vista y el Estero San Francisco rebasaron sus límites y anegaron las partes bajas de la pesquería. Ya para el 12 de septiembre, se realizó el rescate de los habitantes de la pesquería por medio de lanchas, ya que el agua subió 1.5 metros en algunos lugares e inundó completamente el lugar.
El día 7 de noviembre de 2012, a las 10:35 horas se produjo un sismo de Magnitud 7.3, 74 kilómetros al sur de Ciudad Hidalgo y una profundidad de 17 kilómetros, que se sintió fuertemente en Chiapas y Guatemala, así como en la Ciudad de México, y países de Centroamérica: Nicaragua, El Salvador, Honduras y Costa Rica. El 22 de abril de 2013, se develó el Monumento a Mariano Matamoros como conmemoración a los 200 años de la Batalla de la Chincúa, este monumento se encuentra en la entrada de la ciudad, en la Carretera Tapanatepec-Talismán.
El día 29 de mayo de 2013, la Comisión Nacional del Agua (CONAGUA) informó a través de su cuenta de Twitter que el Huracán Bárbara (el primer huracán de la temporada) había tocado tierra en el municipio de Tonalá como huracán categoría 1, a las 15:10 horas, entre las Pesquerías de Paredón y Punta Flor en Arriaga, con vientos sostenidos de 120 km/h y rachas de hasta 150 km/h. Previamente, el Sistema Estatal de Protección Civil de Chiapas emitía la Alerta Roja en la Escala PROCEDA (Procedimiento Estatal de Alerta por Lluvias) para las regiones Istmo-Costa, Soconusco, Valles Zoque, Frailesca y Sierra Mariscal, mientras que la Alerta Naranja era emitida para las regiones Metropolitana y Altos Tsotsil Tseltal y la alerta amarilla para las restantes regiones de Chiapas. Los municipios de Arriaga y Tonalá resultaron los más afectados, donde las Pesquerías más cercanas al ojo del huracán: La Gloria, Punta Flor, La Línea, Santa Brígida y Paredón fueron anegadas en partes y presentaron desprendimiento de láminas en viviendas, cortes de luz y vehículos dañados por árboles caídos. El observatorio meteorológico de Arriaga reportó que Bárbara dejó una lluvia acumulada de 409.2 mm en menos 48 horas, lo que contribuyó al desbordamiento de ríos y arroyos. El 30 de mayo, la Coordinación Nacional de Protección Civil realizó la declaratoria de emergencia a 32 municipios de Chiapas (entre los que se incluyó a Tonalá) para que el Gobierno del Estado pudiese acceder a los recursos del Fondo para la Atención de Emergencias (FONDEN) de la Secretaría de Gobernación.
Durante la Temporada de Huracanes del Pacífico Oriental 2014, la Tormenta Tropical Boris tocó tierra en la Barra de Tonalá como depresión tropical con vientos máximos de 65 km/h, y rachas de hasta 85 km/h. El día 25 de abril de 2014, se inauguró la Fuente de la Sirena.
El día 17 de diciembre de 2015, a las 13:49 horas, se registró un sismo que alcanzó los 6.6 en la escala de Richter con el epicentro a 37 km al sureste de la ciudad de Tonalá muy cerca de Tres Picos, a una profundidad de 90 km y con una duración aproximada de 12 segundos. El movimiento telúrico fue percibido en los estados de Tabasco, Oaxaca, Veracruz, Puebla y el Distrito Federal, así como en los países de Guatemala y Belice. El temblor provocó daños a escuelas, hospitales y edificios públicos; en las ciudades cercanas al epicentro se vinieron abajo bardas y casas construidas con adobe, y se reportó que la señal de telefonía celular colapsó por lo menos una hora. En la ciudad de Tonalá, Protección Civil demolió una casa parcialmente derruida por el sismo para evitar accidentes. En Tuxtla Gutiérrez, se realizó la evacuación de los palacios de gobierno estatal y federal, así como el municipal, y se reportó cortes en la electricidad y vidrios rotos en plazas comerciales y edicios del centro; asimismo en la Torre Mesoamericana los trabajadores sufrieron torceduras de tobillo al bajar a toda prisa de la estructura por el pánico que les generó el sismo. Hasta el 19 de diciembre de 2015, el Servicio Sismológico Nacional reportó que ocurrieron 173 réplicas con magnitud mayor a 3.0 del sismo.
El 14 de noviembre de 2016, se inauguró el Monumento al Pescador, que se encuentra en la Secretaría de Pesca.
Nuevamente, el día 14 de junio de 2017, se registra un sismo de magnitud 7.0 a las 02:29 horas a una profundidad de 113 km y a 13 km al noreste de Ciudad Hidalgo, este sismo se dejó sentir en Guatemala, así como en los estados de Veracruz y Tabasco. El día 8 de septiembre de 2015, se inauguró el Monumento a la Tortuga Marina.
El día 7 de septiembre de 2017, a las 23:49 de horario local, se presentó un sismo de Magnitud 8.2 con una profundidad de 69.7 kilómetros y a una distancia de 137 kilómetros al suroeste de la ciudad. Posteriormente, la primera réplica de magnitud 6.1 con profundidad de 32 kilómetros y 72 km al sureste de Salina Cruz sacudió nuevamente al municipio. La magnitud del sismo hizo que el Centro de Alerta de Tsunamis del Pacífico (PTWC) emitiera una alerta de tsunami para Chiapas y Oaxaca, por la posibilidad de oleaje de 3 a 4 metros de altura, alerta que se hizo extensiva para Guatemala, El Salvador, Costa Rica, Nicaragua, Panamá, Honduras y Ecuador. Con motivo de la alerta de tsunami, el Ejército y la Armada de México realizaron la evacuación preventiva de las pesquerías del municipio: Paredón, San Luqueño (La Costa), Puerto Arista, Boca del Cielo; la población desalojada fue trasladada a los albergues habilitados en la ciudad de Tonalá. Asimismo, muchas personas se trasladaron a la cabecera municipal por sus propios medios ante el desconcierto y el temor que imperaba por el alertamiento de tsunami, la mayoría se quedaría a pernoctar en el Parque Central "Esperanza". Pobladores que se quedaron en Puerto Arista reportaron que una ola llegó hasta el Faro, con una altura de 30 a 40 cm.
Para el 13 de septiembre, el Ayuntamiento de Tonalá informó que en la ciudad funcionaba como albergue el Salón de Usos Múltiples "Joaquín Miguel Gutiérrez" y algunas Iglesias. El alcalde José Luis Castillejos Villa mencionó que al menos 500 casas serían demolidas en el municipio. El departamento de infraestructura del municipio indicó que se tuvieron:
- Viviendas afectadas: 3841
- Viviendas Colapsadas: 293
- Viviendas Inhabitables: 717
- Afectaciones Parciales: 3146
- Escuelas con Daños parciales: 26
- Centros de Salud: Colapsados 1, Daños parciales 7
- Comercios: Daños parciales 63
- Iglesias: Colapsada 1, Parcialmente dañadas. 3
- Agencias municipales: Colapsadas. 2
- Red eléctrica: Postes afectados 12, Cables afectados 15, Transformadores afectados 3
- Sistema de Agua Potable y Alcantarillado Municipal (SAPAM): Pozo Num.20 (Col. 20 de Noviembre) alimenta comunidades parte baja. Línea de bombeo de los pozos 4,7 y 10. Afectación parcial en laguna de oxidación en Puerto Arista.

### Resumen de hechos históricos
- En 1813 se efectúa la Batalla de la Chincúa, entre el insurgente Mariano Matamoros que viene a enfrentar y a derrotar a las fuerzas realistas de la Capitanía General de Guatemala que comandaba el teniente coronel Manuel Servando Dambrini, cuyo objeto era posesionarse de la costa de Chiapas e Istmo de Tehuantepec.

- El 29 de octubre de 1813 se le concede el rango de Villa por decreto de las Cortes de Cádiz.

- El 10 de septiembre de 1821 se celebra misa en la parroquia de San Francisco de Asís por motivos de la Independencia de México.

- El 14 de septiembre de 1821 Chiapas se federa a México, incluyendo a Tonalá.

- El 27 de diciembre de 1870, por decreto del Gobernador José Pantaleón Domínguez se eleva al rango de Ciudad a la Villa de Tonalá.

- El 6 de diciembre de 1871, por decreto del Gobernador José Pantaleón Domínguez, se erige el Departamento Judicial de Estado con cabecera en la ciudad homónima.
- El 16 de noviembre de 1886 la compañía limitada del Ferrocarril Mexicano del Pacífico celebró con el gobierno federal un contrato para establecer «una vía férrea que parta del puerto de Tonalá, Chiapas, a un punto conveniente frente al puerto de Frontera, Tabasco».

- Diciembre de 1889, se inicia la construcción del ferrocarril del Pacífico de Puerto Arista a Tonalá.

- 26 de junio de 1890, llega la primera locomotora de la marca "Beyer, Peacock & Company" a Tonalá, que había sido bautizada con el nombre del Gobernador del Estado “Manuel Carrascosa”, y siendo Presidente Municipal don Constancio de la Torre.

- 15 de septiembre de 1902, se terminan los 50 km del ferrocarril desde Puerto Arista a la estación “La Aurora” ubicada en la zona limítrofe con Oaxaca.

- Diciembre de 1903, se termina de construir el ferrocarril de San Jerónimo (hoy Ixtepec, Oaxaca) a Tonalá, Chiapas, con un total 170 kilómetros, se abre al público y tráfico comercial hasta el 1 de noviembre de 1904.

- Noviembre de 1904, se inician los trabajos del Ferrocarril Panamericano de Tonalá a hacia Tapachula, lo que tomó cuatro años de construcción.

- 1908, año en que se canceló el recorrido de un tren de recreo de Puerto Arista a Tonalá, por ser incosteable. Este recorrido nada más duró 6 años.

- En 1915, desaparecen las jefaturas políticas y posteriormente se crean 59 municipios libres, estando dentro de esta primera remunicipalización.

- En 1917 la población civil repele y se defiende heroicamente de los contrarrevolucionarios mapachistas del general Tiburcio Fernández Ruiz.

- En 1983, para efectos del Sistema de Planeación, Tonalá es cabecera de la región IX Istmo-Costa.

- En 1985, con motivo del 175 Aniversario de la Independencia y 75 de la Revolución Mexicana, durante un período nacional, reciben en la cabecera municipal los símbolos patrios.

## Urbanismo

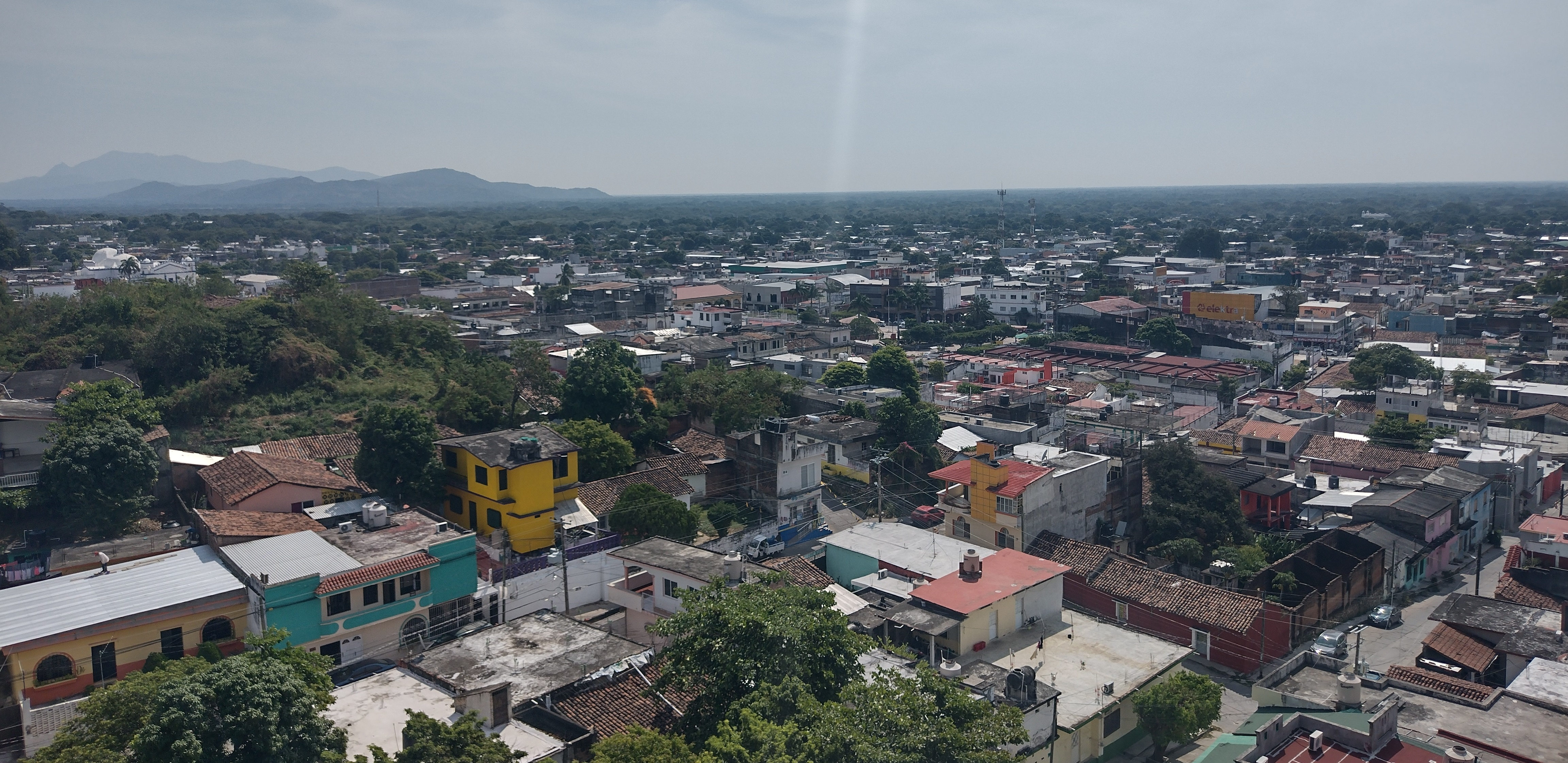
Panorámica de la ciudad desde la Lomita de la Santa Cruz. Se puede apreciar el Parque Central Esperanza y la Presidencia Municipal. Al fondo a la izquierda el Cerro de Bernal.

### Barrios
| Barrio        | Colonia                | Fraccionamiento Unidad habitacional |
| ------------- | ---------------------- | ----------------------------------- |
| Centro        | (Colonia) Nueva        | Nuevo Milenio Flor de Vida          |
| Barrio Nuevo  | San Ramón              | El Prado                            |
| Las Ánimas    | Del Valle              | La Arboleda                         |
| Tejería       | Ferrocarrilera         | Unidad Magisterial                  |
| Las Flores    | San Martín             | Jardines de Tonalá                  |
| San Sebastián | Santa Cruz             | El Trébol                           |
| Nicatan       | 6 de Diciembre         | Tonatlán                            |
| San Francisco | Bienestar Social       | Zanatenco                           |
| Nicatal       | La Primavera           | Plazuelas de San Francisco          |
|               | Los Cocoteros          | Tonalá 2000                         |
|               | Evolución              | El Rosario                          |
|               | San Felipe             | Tejería                             |
|               | Las Vegas              | La Farola                           |
|               | La Victoria            | El Bosque                           |
|               | Hermanos Serdán        | La Pochota                          |
|               | 14 de Septiembre       | Lomas de San Francisco              |
|               | Democrática Chiapaneca | Los Pescadores                      |
|               | Hermanos Serdán 2      |                                     |
|               | Solidaridad            |                                     |
|               | Manuel Velasco Suárez  |                                     |

### Mercados Públicos
- Mercado Público «Manuel Larráinzar»: Inició funciones durante el 1 de agosto de 1973, durante el gobierno del Dr. Manuel Velasco Suárez. El mercado inició con 60 locatarios y cuenta actualmente con un aproximado de mil 200 comerciantes, asimismo, abarca las Avenidas Matamoros y Juárez cerrando el paso vehicular. En el 2019 se le realizó remodelaciones importantes.
- Mercado «La Libertad»: También conocido como el «Mercado Viejo» Primer mercado de la ciudad. Casi en total abandono.
- Mercado «San Francisco».
- Mercado Público «Las Lomas»: Inaugurado en marzo de 2021. Se encuentra a un lado de la Terminal de Corto Recorrido.

### Tiendas de Conveniencia, Autoservicio y Departamentales
- Cadena Comercial OXXO, S.A. de C.V.: Propietaria de las Tiendas Oxxo. En la ciudad hay 6 establecimientos.
- Nueva Walmart de México S. de R.L. de C.V.: Propietaria de la Marca Bodega Aurrera. Dos tiendas establecidas en la ciudad.
- Tiendas Soriana S.A. de C.V.: Propietaria de las tiendas Soriana Express.
- Grupo Elektra, S.A.B. de C.V.: Propietaria de Tiendas Elektra. Una unidad.
- Coppel S.A. de C.V.: Propietaria de las Tiendas Coppel. Dos unidades: Una tienda y una zapatería.
- Autozone de México S. de R.L. de C.V.: Una unidad.
- Abarrotes «La Central»: Varias unidades.
- Abarrotes «Salinas Cruz»: Varias unidades.

### Banca Comercial
- Grupo Financiero BBVA México: Una sucursal.
- Banco Nacional de México, S.A.:
- Citibanamex. Una sucursal.
- Banco Azteca: Una sucursal.
- BanCoppel: Dos sucursales.
- Banco del Bienestar: Una sucursal operativa y otra completamente construida sin funcionar.

## Cultura

### Ocio
- Parque Central «Esperanza»: Antes de la construcción del parque, en su sitio, bajo la sombra de «La Pochota», se comercializaban los productos regionales, en tanto que los grandes almacenes de los Cueto y los Gout resguardaban los importados. Se le conoció como Parque «Hidalgo», en el cual se encontraba un busto de dicho personaje. Después de la remodelación llevada a cabo durante el gobierno del Gral. César A. Lara Ramos en 1947, se le cambiaría el nombre a «Esperanza», ya que su esposa se llamaba Esperanza Gabriel Tovilla y era originaria de la ciudad.
- Parque «Mariano Matamoros»: Se ubica en la Colonia Evolución. Entre las Avenidas Galeana y Las Cruces, así como las calles Primero de Mayo y La Libertad. En su centro, en vez de un quiosco se halla una fuente. Su inauguración fue el 26 de febrero de 1976, durante el gobierno del Dr. Oscar Rueda Escobar.
- Parquecito «Juárez»
- Mirador «La Crucecita»: Es un sitio muy popular por la población local y visitantes, debido al hecho de que se puede apreciar una panorámica no solo de la ciudad, sino del municipio. En el lugar se hallan prismáticos para miradores, con estos, o a simple vista con un buen día puede llegar a observarse hasta la Laguna del Mar Muerto.

|                                        |
| Fuente del Parque «Mariano Matamoros». |

|                                                          |
| Busto de Benito Juárez García en el Parquecito «Juárez». |

### Iglesias

#### Templo de San Francisco de Asís
El 6 de abril de 1586, camino hacia Guatemala, Fray Alonso Ponce pasó por el polo de Tonalá y principio de la construcción de la iglesia de San Francisco de Asís ya existiendo en la capilla de San Sebastián Mártir y otra del señor de las lluvias y del señor de Esquipulas, siendo Fray Lorenzo Cañizares el primer sacerdote en oficiar una misa en esta iglesia. La construcción de la iglesia, principio por cimientos y muros hechos de piedra, lodo, ladrillos de barro cocido y el techo de paja, sin embargo, el sol y el fuego, es hasta mediados del siglo XVIII (1747) que el templo tuvo techo de teja, pero la termita destruyó la madera y el techo se derrumbó, trayendo albañiles de Tehuantepec que lo hicieron cobrando la cantidad de $15 000 terminándose en el año de 1672 cuya inscripción está en el tercer arco del techo, así como en una de las pinturas que tiene una hoja de árbol en blanco dice con lápiz 1678 año en que se realiza la pintura. Así que la ermita de San Sebastián hizo las funciones parroquiales de la Iglesia de San Francisco, y aunque se quemaba, la volvían a cubrir de paja. En 1794, del 18 de octubre al 17 de noviembre, se produjo un terrible incendio en el pueblo de Tonalá causado por los fuertes vientos que azotan la región en estas fechas, quemándose 61 casas, entre las que se encontraban la ermita de San Sebastián, la Casa Real, la Cárcel y el Cabildo.
Como tal, la Iglesia es el edificio más antiguo en pie de la ciudad; su construcción actual data de los primeros años del siglo XIX. Tiene un retablo de madera con placas laminadas de oro del siglo XIX. Según el Catálogo Nacional de Monumentos Históricos Inmuebles del INAH, existe un plano de la Iglesia de Tonalá que data de 1799, elaborado por el arquitecto Pedro de García Aguirre. Se sabe de la intención de reconstruir la Iglesia por las declaraciones de los vecinos del pueblo en 1797, quienes iban a aportar los fondos del Monte Pío, pero como ese dinero no llegó, o no fue suficiente, la situación fue que en 1807 todavía no estaba terminada. El arquitecto Juan B. Artigas dice que en 1821 continuaba la construcción. No se sabe exactamente cuándo se concluyó la obra, pudiendo ser antes de la reforma o después de la revolución mexicana.  
El 24 de abril del año de 1813, Mariano Matamoros y Guridi y uno de sus capellanes oficiaron una misa después derrotar al teniente coronel Manuel Fernández Dambrini en la Batalla de la Chincúa el 19 de abril de ese año. El 14 de septiembre de 1821, se ofició una misa y un “Te Deum”, por la independencia de la América Septentrional. Está misa fue oficiada por el párroco de Tonalá, Lino García y el juramento al decreto del emperador don Agustín de Iturbide, lo tomó el padre Provincial de la orden de los predicadores don Vicente Vivez, quién vino de México, para tomárselos al jefe político de Tonalá, José María Esquinca, secretario, José Laguna y vocales, Eusebio Lara y José Martínez, así como un  numeroso público asistente y grupos sociales. Éste decreto contaba de 24 artículos y estaba dirigido al virrey de la Nueva España, Juan José Ruiz de Apodaca y Eliza, y después de leído, fue aprobado por toda la concurrencia, habiendo una placa de bronce colocada al izquierda de la entrada del templo parroquial, que atestigua dicho acto.
La planta de la Iglesia es en forma de cruz latina, con cúpulas sobre el crucero y el presbiterio. Estas cúpulas son esquifadas, al estilo mudéjar, o sea, de planta poligonal, y han sido sometidas a reparaciones considerables en su interior, parte de estas se estaban llevando a cabo en 1969. El coro se compone de tres arcos escarzanos y losa de concreto armado. La nave muestra una bóveda de cañón corrido. Sus paredes son de adobe y se dice por tradición oral del lugar que el barro se mezclaba con cal y clara de huevo para que pegara mejor. Estas paredes tienen un grosor aproximado de 1.30 metros. La fachada consta de dos cuerpos, el primer cuerpo se compone de puerta principal con arco de medio punto, que esta demarcada por dos pilastras lisas empotradas, de fuste liso y capitel moldurado, a los costados de las pilastras se localizan dos nichos con pequeñas peanas, y sobre la puerta aparece una cruz en alto relieve y en las enjutas decoración floral. También en alto relieve, una cornisa con decoraciones geométricas divide el primer cuerpo del segundo, el cual tiene ventana de coro flanqueada por pilastras y bajo el capitel se encuentra una vegetación floral en alto relieve realizada en argamasa. Tiene un remate triangular con decoraciones geométricas lo flanquean dos torres campanarios coronado con estilizados pináculos.
La Iglesia de San Francisco de Asís una reparación en el 2009, donde se impermeabilizó el techo y las cúpulas, que presentaban algunas grietas y mucha humedad; además se pintó por fuera y por dentro, tratando de respetar los colores originales; se le dio mantenimiento a los campanarios. Se cambió el mosaico del piso, además de barnizar puertas y ventanas. En el 2019 la restauración del retablo fue realizada por expertos provenientes de la Ciudad de México con láminas de oro de 24 quilates y después de este trabajo la iglesia será reparada y restaurada, ya que sufrió daños con el Sismo de Pijijiapan en 2017.

##### Retablo

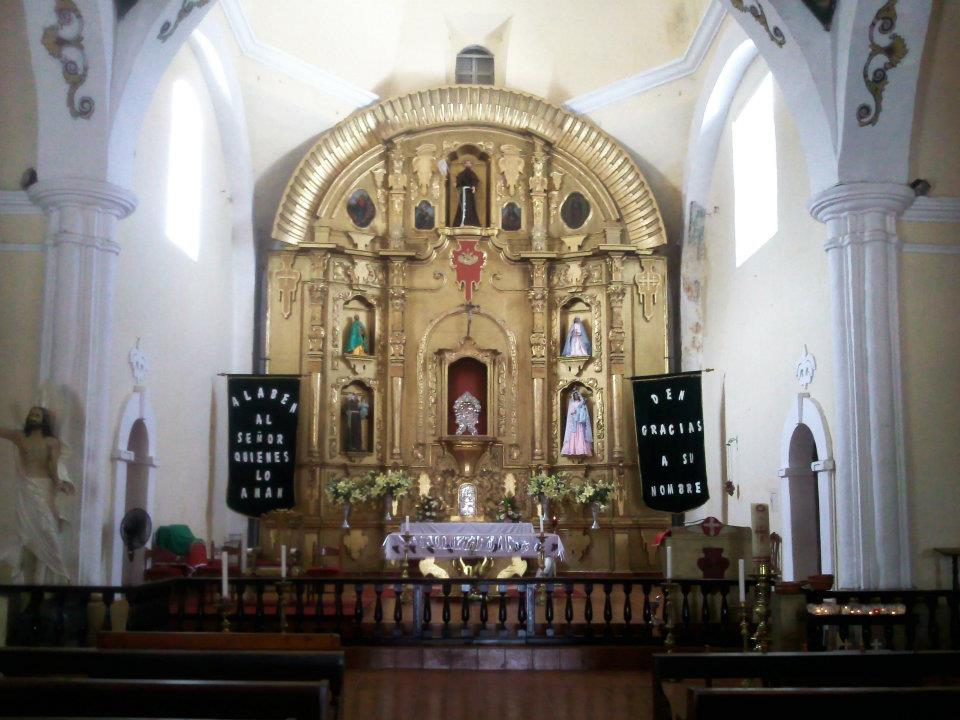
Retablo de la iglesia.

Al fondo del presbiterio esta un retablo de madera del siglo XIX, con placas laminadas de oro que dan luminosidad y claridad a todo el espacio. Es un retablo plano, de recorte de arco de circunferencia por lo alto; presenta estípites muy delgados y guardamalletas. Este retablo fue restaurado con laminillas de oro de 24 quilates por un técnico del Instituto Nacional de Antropología e Historia (INAH) a mediados del 2007; y con financiamiento del Consejo Nacional para la Cultura y las Artes (CONACULTA), Consejo Estatal para las Culturas y las Artes de Chiapa (CONECULTA) y el Honorable Ayuntamiento de Tonalá. Según el cronista de la ciudad, Ricardo López Vasall, la imagen de San Francisco de Asís llegó a Tonalá un 22 de octubre de 1794 procedente de Italia.

### Monolitos

#### Estela de Tláloc

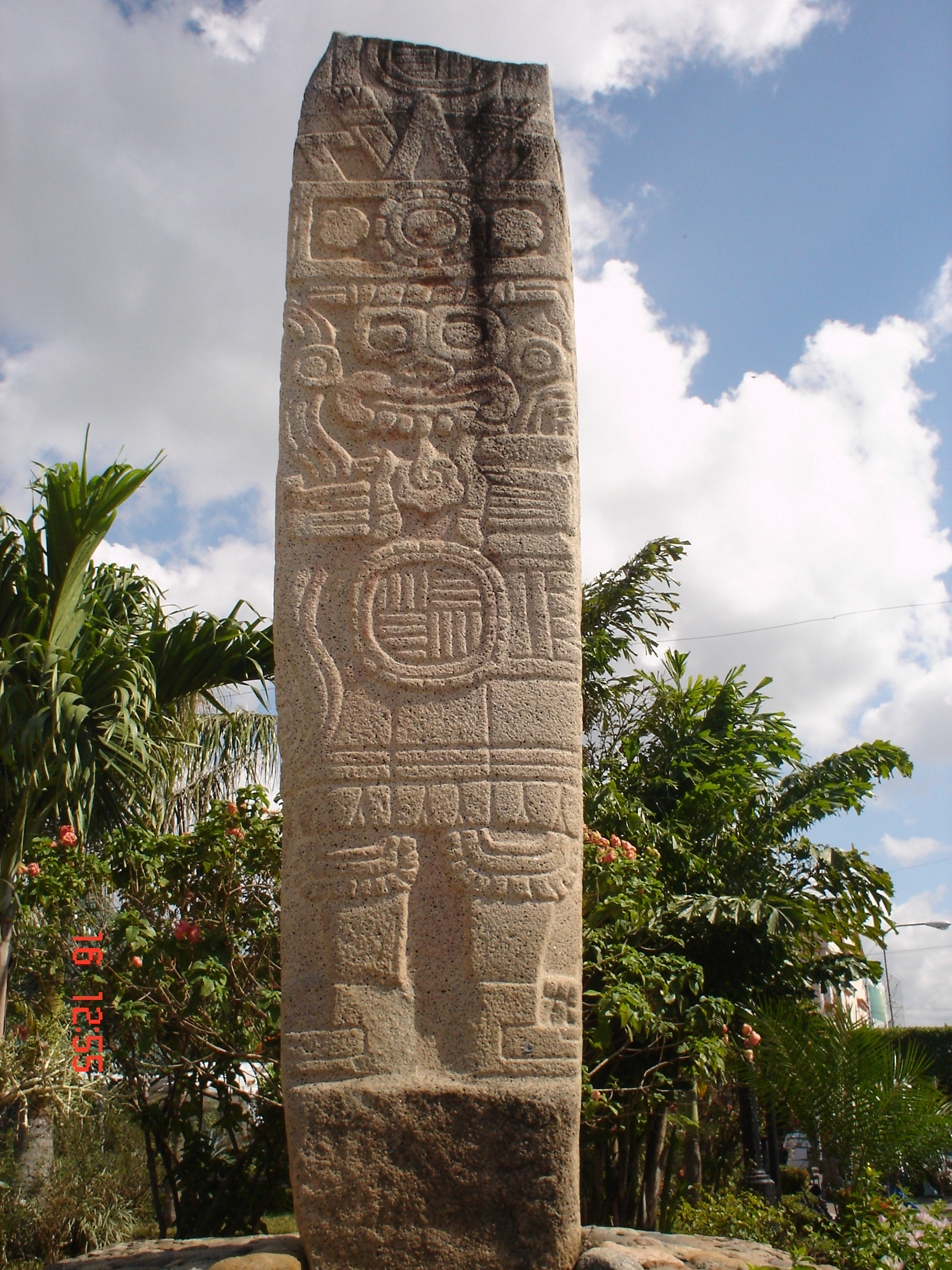
La «Estela de Tláloc» puede apreciarse frente a la presidencia municipal.

La Estela 3  —más conocida como  «Estela de Tláloc»— es un monolito que representa al dios de la lluvia Tláloc. Se localiza en el Parque Central «Esperanza» en pleno centro de la ciudad. Tiene influencia teotihuacana y procede de la zona arqueológica Los Horcones. El bloque completo mide 4.73 m de largo, y la parte esculpida 3.30 metros; de ancho tiene 40 centímetros. La parte  posterior y el lado derecho del monumento están bastante destruidos, conservándose en perfecto estado el frente y el costado izquierdo, pues al estar caída sobre la tierra, esto la mantuvo protegida. La estela fue transportada de su localización original con ayuda de los trabajadores ferrocarrileros durante el gobierno del Dr. Oscar Rueda Escobar.
La parte superior de la estela principia con la representación del ciclo agrícola, después unas líneas cortas verticales, oblicuas y horizontales indican fechas; en la cabeza tiene un adorno en forma de banda con tres flores decorándola y en el centro otra adentro de dos círculos. En los ojos tiene
unas gafas para protegerse probablemente del viento y una máscara sobre nariz y boca. Tiene la lengua de fuera que termina en una flor. Un cinturón con el símbolo del ciclo agrícola en medio y una especie de pantaloncillo que le llega a las rodillas. También se observa que tiene dos
rodilleras, y sus sandalias en la parte trasera tienen taloneras y al frente una borla o adorno de cintas. En la mano derecha sostiene una especie de serpiente con la cabeza y la cola hacia fuera que simboliza el rayo y termina con el símbolo del ciclo agrícola o la turquesa.
En la mano izquierda sostiene una vasija de la cual derrama lluvia, y en cada línea de la lluvia tiene ojos pequeños; y en medio, el símbolo de la agricultura o turquesa, que nos da una idea del gran valor que tenían para estos pueblos las lluvias o el agua. También se aprecia en algunas partes de la estela el símbolo de acatl “caña”. Según el arqueólogo Carlos Navarrete, la representación de Tláloc en esta estela, es una de las mejores que hay.

#### Estela del Jaguar Sentado

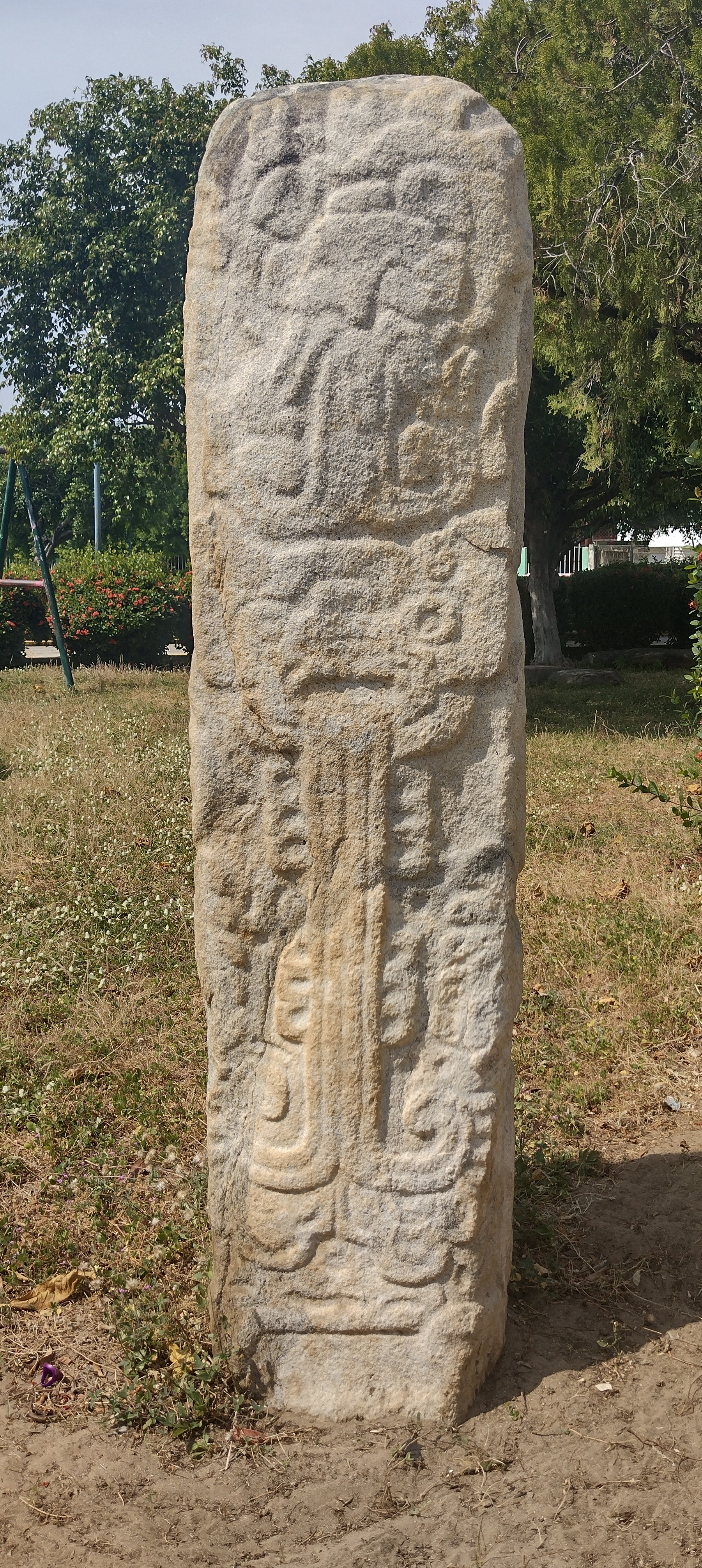
La «Estela del Jaguar Sentado» puede apreciarse en el Parque «Mariano Matamoros».

La Estela 4 —más conocida como el Jaguar sentado— consiste en un bloque de 2.86 metros de largo, labrado en un espacio de 1.96 metros, con
un peso total de mil 500 kilogramos. Se localiza en el Parque «Mariano Matamoros». Al igual que con la Estela de Tláloc, este monolito fue transportado de su localización original con ayuda de los trabajadores ferrocarrileros durante el gobierno del Dr. Oscar Rueda Escobar.
Representa la figura de un jaguar — esculpido alrededor del bloque granítico — sentado sobre sus propias patas traseras, con las garras de las manos al frente, a la altura de su pecho, esculpido alrededor del bloque. En el hombro del jaguar está parada un águila (o pudiendo ser una lechuza o tecolote), que en la base de la cola y la espalda tiene dos ornamentos rectangulares desconocidos. Los dos animales tienen lenguas bifurcadas, siendo la del jaguar demasiado larga, marcada por líneas longitudinales, y en su cuerpo y cola tiene manchas en forma de flores de cuatro pétalos y puntos que simbolizan la primavera o que se relaciona con la agricultura; pero también, por la presencia del águila, puede tratarse del símbolo de la noche o de la muerte. Así, que las estelas 3 y 4 estaban asociadas por el lugar y posición donde se encontraron; pero también por el simbolismo que representan: Tláloc, el agua y el jaguar, los cerros y la noche junto con el ritual agrícola.

### Monumentos
- Monumento de la Santa Cruz: Se ubica el Mirador «La Crucecita». Siendo inaugurado el 13 de mayo de 1813 por el sacerdote Mariano Matamoros.
- Monumento a Mariano Matamoros: Popularmente conocido como «El Caballito». Se localiza en los terrenos de la glorieta del Puente Tonalá Uno, en la Carretera Federal 200: Tapanatepec - Talismán kilómetro 065 + 900, en la salida rumbo a Arriaga. Se compone de una estatua ecuestre de Mariano Matamoros apoyada en una pirámide de cuatro niveles con una serie de pilastras alrededor. Al momento de su inauguración, el sacerdote sostenía una espada en su mano derecha y le fue colocado un pequeño cañón proveniente de la mencionada batalla,; en el caso de la espada fue sustraída del lugar y el cañón debió ser guardado en la presidencia municipal debido al peligro de correr con la misma suerte. El monumento conmemora los doscientos años de la Batalla de la Chincúa, y al mismo tiempo, el paso de las épocas en la ciudad de Tonalá, ya que la pirámide representa a la zona arqueológica Iglesia Vieja y las pilastras a la Iglesia de San Francisco de Asís. Asimismo, en el sitio se encuentra un asta bandera monumental y un furgón donado por la Sección 26 del Sindicato de Trabajadores Ferrocarrileros de la República Mexicana. La obra fue develada en el año 2013 y es obra del arquitecto, diseñador, pintor y escultor Gabriel Gallegos.
- Glorieta de la Fuente «La Sirena»»: Localizada en el Boulevard Tonalá. Popularmente conocida como «La Sirena Gorda». Fue inaugurada en el año 2014. Obra de Gabriel Gallegos.
- La Tortuga: Localizada en la Avenida Hidalgo y la Calle 12 de Octubre. Inaugurada en 2015. Popularmente conocida como «La Parlama». Tiene una réplica en la entrada principal de Puerto Arista. Es un sitio popular para la toma de fotografías de niños a los que suelen montar en la escultura. Obra de Gabriel Gallegos.
- Monumento al Pescador: Localizado frente a la Secretaría de Pesca y Acuacultura en el Boulevard Juan José Calzada. Inaugurada en 2016. Obra de Gabriel Gallegos. La estatua representa a un pescador terminando su jornada nocturna de pesca con un quinqué en la mano izquierda y una palanca en la derecha el la cual lleva enganchados sus pescados.
- Glorieta del Reloj Solar: Se localiza en el Boulevard Tonalá, en el acceso al Unidad Habitacional «El Prado». Representa un reloj solar el cual está rodeado de las letras monumentales «Tonalá».  En su interior posee un aparato de sonido por lo cual es posible escuchar canciones de marimba al transitar por el lugar. La construcción de la glorieta fue parte de la remodelación y pavimentación con concreto hidráulico de la parte inicial del Boulevard Tonalá que abarcó hasta la Glorieta de la Sirena, durante el trienio 2015-2018.
- Letras Monumentales de Colores «Tonalá»: Se ubican en el Boulevard «de los Hombres Ilustres» que entronca con la Carretera Federal 2000: Tapanatepec - Talismán. La obra se inauguró el 18 de octubre de 2016.
- Arco de Bienvenida: Este arco se localiza al principio del Boulevard Pescadores, viniendo de Puerto Arista, siendo inaugurado en el año 2020.
- El Cañoncito: Este cañón fue uno de los que Mariano Matamoros recuperó de la Batalla de la Chincúa pertenecientes a Dambrini. Los ferrocarrileros les agregaron las ruedas. Se solía usar en las festividades por la independencia de México, hasta que lo colocaron a un lado de la presidencia. Después de la remodelación del edificio del ayuntamiento fue movido al Monumento a Matamoros, hasta que lo volvieron a mudar de lugar por peligro a ser robado.

| |
| Monumento a Mariano Matamoros. Construido en conmemoración por el ducentésimo aniversario de la Batalla de la Chincúa. |

|                                                                |
| Monumento al Pescador en el Boulevard de los Hombres Ilustres. |

|                                        |
| Furgón anexo al Monumento a Matamoros. |

|                                    |
| Glorieta de la Fuente «La Sirena». |

|                                                |
| Arco de Bienvenida en el Boulevard Pescadores. |

|                                                  |
| Glorieta del Reloj Solar en el Boulevard Tonalá. |

|                                               |
| La Santa Cruz en el mirador del mismo nombre. |

|                                    |
| Cañón de la Batalla de la Chincúa. |

### Museos
- Casa de la Cultura de Tonalá: Un pequeño museo del INAH; en el patio se conservan algunos monolitos de 25 a 30 siglos de antigüedad, recuperados del sitio arqueológico de Tzutzuculi (Corriente Fresca, en lengua mixezoque), que floreció en el Preclásico, entre los siglos XI y V A.C., en un punto estratégico entre litoral chiapaneco y la depresión central, es decir, el valle del río Grande de Chiapa. La inauguración de la Casa de la Cultura se efectuó el 16 de diciembre de 1983 y desde el 1994 ocupa las instalaciones en que se encuentra actualmente.

### Fiestas, Danzas y Tradiciones
- Feria de Tata Chico o Fiesta de San Francisco de Asís: El Gobernador y coronel José Pantalón Domínguez  decretó que la villa de Tonalá tuviera su feria anual con el nombre de San Francisco los días del 18 al 26 de octubre. Eran 9 días de fiesta, que tenían la finalidad de recabar fondos para las finanzas públicas del Estado en este periodo de la intervención francesa. En las primeras décadas del siglo XX las fiestas de San Francisco empezaban el día 1 de octubre al 4 de octubre, celebrándose con actos litúrgicos precedidos de cortas procesiones con escasos contingentes. Actualmente las ofrendas comienzan el día 23 de septiembre a las 11:30 de la noche, con la primera ofrenda de las locatarias del mercado «San Francisco», y luego se celebra una misa a medianoche. Son quince días de fiesta. La feria como tal, comienza el 24 de septiembre a medio día con la bajada del Santo Patrón del nicho, luego hace un recorrido por las principales calles del pueblo, y posteriormente lo colocan en el interior del templo, para ser venerado por los fieles hasta el día 8 de octubre, cuando a las 8 de la noche es subido para volverlo a colocar en su lugar. El día 24 de septiembre a las 12 del día repican las campanas, se tiran cohetes y se da una misa. Y el día 8 de octubre después de subir a San Francisco viene la quema del castillo que ilumina la noche con las luces multicolores que caen como estrellas fugaces. Se tiran cohetes. Todos los feligreses se congregan en la alameda de la Iglesia para observar el fin de los festejos. Todos los días desfilan ofrendas de los sitios de taxis, de los mercados, de particulares; y desde el año de 1990 empezaron las escuelas, instituciones gubernamentales a participar con carros con chiapanecas y ofrendas. Las muchachas vestidas de chiapaneca o niños con traje de charro, regalan al público: dulces, frutas, platos y cubetas de plástico, abanicos del istmo, etc. Generalmente, en las ofrendas se ofrece a Tata Chico, toretes, dinero en efectivo y antes también se le daban puercos. Las festividades han ido variando con el tiempo: al principio en la década de 1950 tenían gran influencia del Istmo de Tehuantepec por los vestidos de tehuana y la música de viento; luego cambio a los trajes de chiapaneca y música de marimba o mariachi. Últimamente, empezaron a poner «Parachicos» en las ofrendas, e igualmente algunas ofrendas han cambiado de música, y en vez, de marimba han usado «batucada».
- Fiesta de la Santa Cruz: Se hace la celebración de la Santa Cruz en la Lomita, desde fines del siglo XIX, según el primer cronista tonalteco, Gilberto Marín Rizo. La fiesta se hacía a través de las cofradías, siendo la primera madrina de la Cruz, la Sra. Alfonsa Suriano, auxiliada por tres hermanas: Las Ramiritas. El día 2 de mayo, la Santa Cruz era sacada de la casa de la Sra. Cristina Hernández para ser llevada a la Lomita, donde esperaba congregada la feligresía para rendirle culto. Y el día 3 de mayo, la Santa Cruz, es saludada con las mañanitas, cantada por todos los asistentes acompañados por la marimba; durando los festejos todo el día. Al llegar la noche, se desbordan los juegos pirotécnicos con cohetes y la quema de un castillo.

### Música
- Marimba

### Artesanías
Las artesanías varían mucho: es común encontrar, en el mercado local, jarrones de barro, fruteros de plástico, sillas y mesas de madera.

### Gastronomía
- Productos lácteos como el quesillo, el queso crema, queso doble crema, el queso seco (añejado y rallado para espolvorear tostadas y empanadas), queso de recorte y la crema misma, todos los cuales están incluidos en la dieta diaria.
- Barbacoa de Res: Platillo tradicional, se sirve comúnmente en festividades importantes de las familias como bodas, bautizos, y es un estofado que se prepara en olla de barro con hoja de aguacate, un toque de vinagre y especias; y siempre se acompaña con arroz.
- Totopo: Proveniente de Juchitán, en variedades como el camagua, el de mantequilla, de coco.
- Garnachas.
- Pollo juche o juchi, que es cocinado con papa y tomate.
- Salchichas de macabíl o tortitas de macabil o taquitos de macabíl.
- Lisa asada o lisa en hierba Santa.
- Camarón seco que suele ser acompañado con totopo juche.
- Ensalada Turula: mezcla de camarón seco, jitomate, cebolla, pepino, cilantro y trozos de chicharrón.

- Tamales: De Iguana, de cambray (una mezcla de carne de cerdo con canela, plátano frito, almendras), tamal de mole, el de chipilín, de lisa, de frijol con hierba santa, de dulce y de camarón.

- Picte: Tamal de elote envuelto con totomoxtle que se consume con queso y crema.
- Frijol Escuimite.
- Bebidas: Chicha (un fermentado de caña), el pozol y el tascalate. Las bebidas calientes como el atol chuco, arroz con leche y el chocolate.
- Panes: el Marquesote, el turulete, Zopilote, el polvorón, ojo de buey.
- Dulces: el dulce de coyol (una especie de coco miniatura), dulce de papaya, dulce de calabaza, dulce de chilacayote, dulce de mango y dulce de almendra.
- Frutas: se consumen solas o en bebidas refrescantes, la guanábana, la poma rosa, el papauce, el chico zapote, el zapote negro, grosella, marañón, cocos, mamey y la variedad de mangos como el mango criollo, mango manzano, mango petacón, mango Ataulfo, mango oro y el mango piña.

### Turismo
Entre los atractivos turísticos con que cuenta el municipio de Tonalá, podemos citar: Las paradisíacas playas de Puerto Arista, Boca del Cielo, Playa del Sol, así como la Bahía de Paredón. Los Balnearios naturales como son: el Río Zanatenco y el Tiltepec, y la denominada Cascada Velo de Novia. Para todos aquellos admiradores de la arquitectura colonial religiosa Tonalá cuenta con templos como: la Iglesia de San Francisco de Asís, de la Virgen de Guadalupe, entre otras. Los Parques recreativos como: el Parque Central "Esperanza" y el Parque "Mariano Matamoros". Así también contamos con la zona arqueológica Iglesia Vieja, atractivos en playa como El Madre Sal Ecoturistico, Entremares espacio natural y atractivos de montaña en Cerro Pelon Xplor centro de ecoturismo y aventura.
En el municipio existen 65 hoteles, de los cuales, solamente uno es de categoría de 4 estrellas, 11 de tres estrellas, 9 de dos estrellas y 42 de una estrella. Lamentablemente la infraestructura hotelera instalada no está orientada al turismo de altura.

### Atractivos

#### Reserva de la Biosfera «La Sepultura»
Se ubica en la Sierra Madre de Chiapas. Abarca parte de los municipios de Arriaga, Cintalapa, Jiquipilas, Tonalá, Villa Corzo y Villaflores. Es una reserva natural en donde se pueden realizar atractivas caminatas, contemplar la infinidad de flora y fauna existente, campamentos al aire libre en sitios controlados, así como recorridos temáticos. Un sitio donde se puede disfrutar de la naturaleza serrana.

#### Puerto Arista

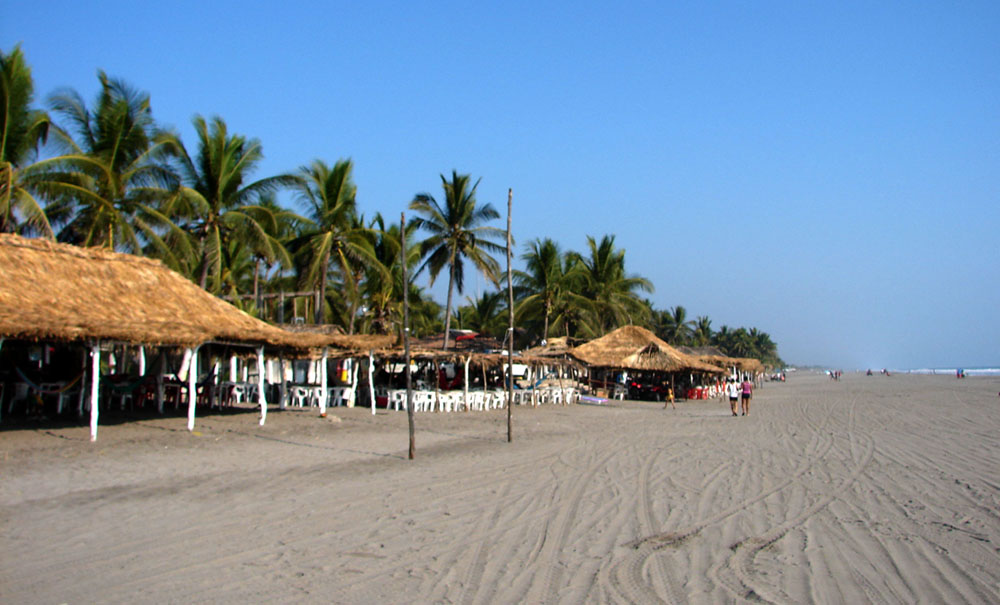
Las Playas y el Oleaje de Puerto Arista

Localizado a 22 km de la cabecera municipal de Tonalá, por la carretera federal Tonalá-Puerto Arista. Es un centro turístico, que con sus 32 kilómetros de playa a mar abierto; una playa de fina arena de color gris, con olas altas, palmeras, gente sencilla y los lejanos picos de la sierra, hacen de este lugar un refugio para descansar del bullicio de la vida en la ciudad.
Se puede practicar la natación, deportes de playa, motociclismo, pesca deportiva, paseos en lancha, en cuatrimotos y paseos a caballo por la orilla de la playa. Cuenta con hoteles desde clase económica hasta 3 estrellas, cabañas, restaurantes, andadores, embarcadero, cafetería y discoteca.

#### Boca del Cielo

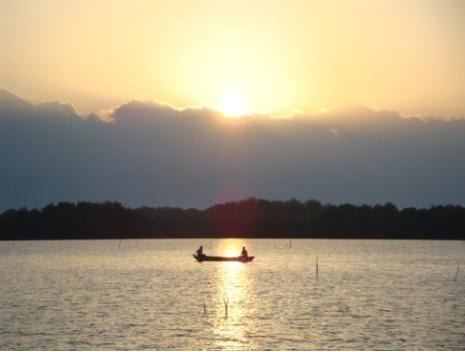
Boca del Cielo

Localizada a 38 km de la ciudad de Tonalá, por la carretera federal Tonalá-Puerto Arista, por la carretera estatal que se desvía en Cabeza de Toro. Es una hermosa bocabarra, cuyo principal atractivo es que al unirse a un amplio estero formado por un islote de blanca arena, de un lado se disfruta de un oleaje grande y del otro de aguas tranquilas. Este es el lugar ideal para quienes buscan el sencillo placer de estar en contacto con la naturaleza, observando las olas, las aves marinas y la rústica vida de los pescadores, disfrutando de la playa a mar abierto y el estero.
Se puede practicar: Pesca deportiva, paseos en lancha, en cayucos, natación, esquí, buceo, fotografía, observación de flora y fauna y deportes de playa. Cuenta con restaurantes tipo palapas, embarcadero, módulo de baños, vestidores, salas de espera, andadores y cabañas.

#### Paredón

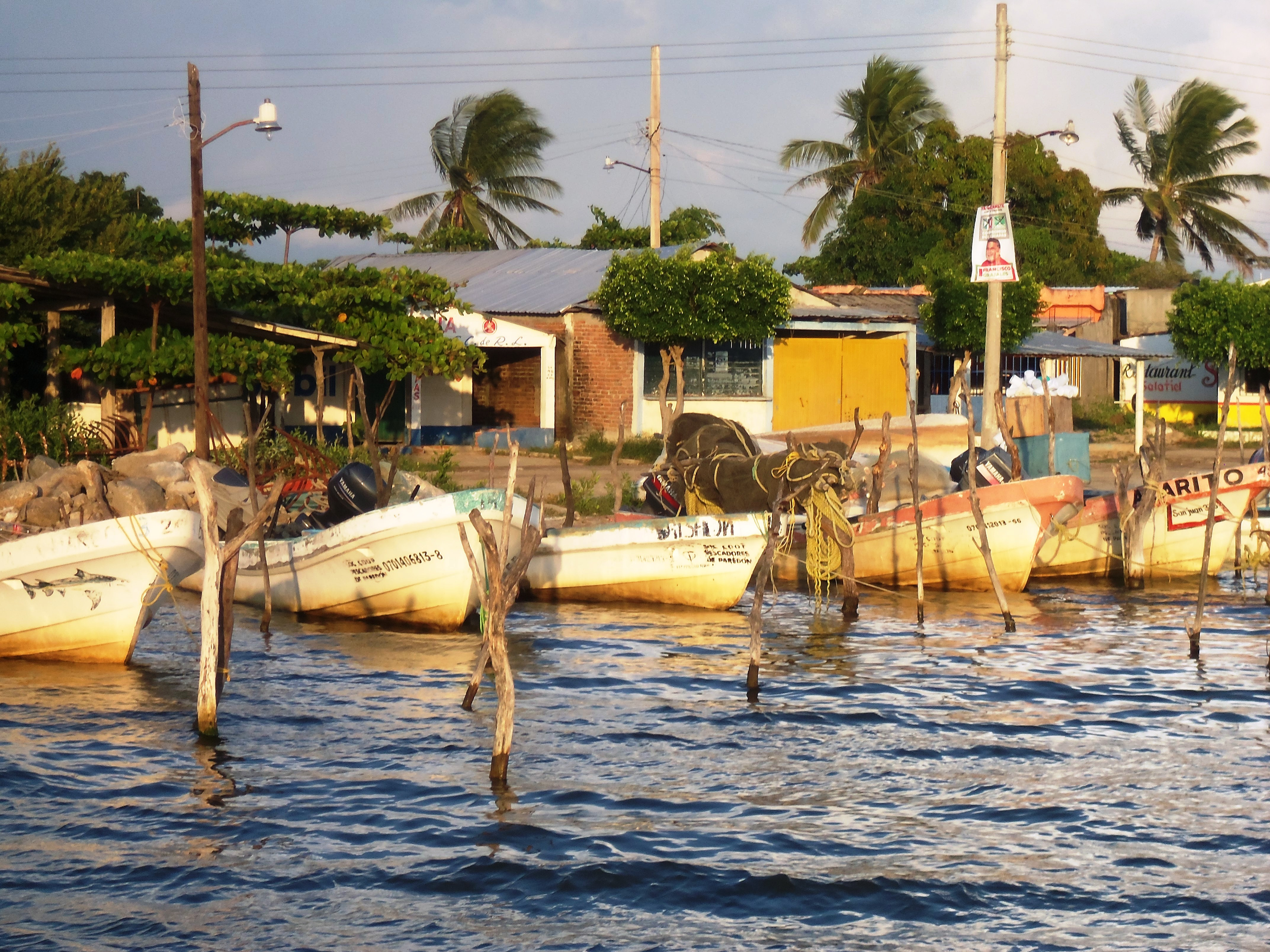
"La Orilla" del Mar en Paredón durante el Atardecer

Se localiza a 12 km de la ciudad de Tonalá, por la carretera federal Tonalá-Paredón. Es uno de los lugares más interesantes de la región porque además de ser una villa de pescadores, es un centro de abastecimiento de productos del mar, principalmente del camarón de estero. Especialmente en Semana Santa se puede disfrutar en Paredón del balneario turístico “Playas del Edén”.

#### Playa del Sol
Se localiza a 13 km de Tonalá por la carretera federal Tonalá–Puerto Arista, por la carretera estatal que se desvía en Cabeza de Toro. Es un sitio ideal para pasearse en moto en una playa de arena gris y poder disfrutar de los atardeceres, el cual cuenta con restaurantes.

### Deportes extremos y ecoturismo
Cerro pelon xplor
ubicado en el ejido Morelos Mojarras Se ubica a 29.3 km en línea recta y al SE30° de la cabecera municipal de Tonalá, Chiapas. Desde Tonalá se recorren 30.2 km por la carretera de cuatro carriles que conduce a Tapachula hasta el entronque al poblado Tres Picos. De aquí se continúa al sureste por 3.1 km hasta el poblado Tres Picos; posteriormente por la terracería en dirección al ejido Morelos, se recorren 9 km para llegar al afloramiento de granito, que se ubica en la margen derecha del camino llega a este centro de ecoturismo y aventura.
cerro pelón Xplor es un centro de ecoturismo y aventura que surge de cumplir un sueño. Aprovechan los recursos geográficos mediante su exploración, motivando actividades físicas con el fin de disfrutar, apreciar y recorrer en contacto con la naturaleza (paisajes, flora y fauna) llegando a espacios únicos. Por supuesto esto implica riesgos. Se necesita hacer esfuerzos físicos y mentales. su objetivo es promover la conservación ambiental y desarrollo sustentable a través del contacto directo, fomentando un crecimiento social y cultural en beneficio de la población local. ofreciendo a sus turistas visitantes las principales actividades como son vía ferrata, senderismo, kayak, paisajismo, camping, tirolesa, puente tibetano, cable de equilibrio, etc. y su principal atractivo es llegar al Mirador Piedra de la Fortaleza.

## Medio geográfico
Según la Constitución Política siglo XXI del estado de Chiapas, el municipio tiene una extensión territorial de 1634.33 km², lo que representa un 2.20 % de la superficie total del estado. La densidad de población es de 51.76 hab/km². Estos datos divergen de los que proporciona el Instituto Nacional de Estadística y Geografía (INEGI), en los cuales la extensión territorial de Tonalá es de 1867.72 km² y la de Chiapas es de 73 288.83 km², según la cual, el municipio tonalteco representa el 2.55 % de la superficie del estado. Esta variación se debe al hecho de que el INEGI considera parte del municipio a la Laguna del Mar Muerto. Según cifras del mismo INEGI, Tonalá cuenta con 286.12 km² de aguas continentales, por lo que, el municipio en realidad cuenta con 1581.60 km² de tierra firme.

### Ubicación

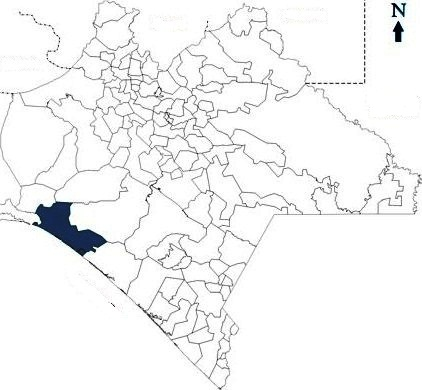
Municipio de Tonalá en Chiapas.

El municipio se ubica en la Región Socioeconómica IX Istmo-Costa. Las coordenadas de la cabecera municipal son: Latitud 16° 05' 22 N y Longitud 093° 45' 05 W, se ubica a una altitud de 60 metros sobre el nivel del mar; se encuentra aproximadamente a 100 km (42.56 grados) en línea recta y 151 km por carretera de Tuxtla Gutiérrez, capital del estado.

### Límites municipales
Tiene límites administrativos con los siguientes municipios y/o accidentes geográficos, según su ubicación:
| Noroeste: Arriaga                                | Norte: Villaflores                          | Nordeste: Villa Corzo |
| Oeste: San Francisco del Mar                     |                                             | Este: Villa Corzo     |
| Suroeste: Golfo de Tehuantepec (Océano Pacífico) | Sur: Golfo de Tehuantepec (Océano Pacífico) | Sureste: Pijijiapan   |

### Clima
Por lo general el municipio presenta una mediana oscilación térmica diaria y anual. La radiación solar se deja sentir en casi todo el año, siendo abril el mes más caluroso mientras que diciembre es el más frío. Septiembre es el mes más lluvioso en tanto que enero es el más seco. Durante el veranos se producen la mayor cantidad de lluvias (entre los meses de mayo y octubre), en el invierno los frentes fríos producen fuertes vientos de descenso que resecan la vegetación.

#### Climas existentes
- Aw0(w): Cálido subhúmedo con lluvias en verano. Abarca el 74.10 %.
- Am(f): Cálido húmedo con lluvias en verano. Abarca el 18.46 %.
- (A)C(m)(w): Semicálido húmedo con lluvias en verano. Abarca el 6.65 %.
- C(m)(w): Templado húmedo con lluvias en verano. Abarca el 0.74 % de la superficie municipal.

#### Estaciones meteorológicas automáticas de superficie (EMAS)
El municipio tiene tres estaciones meteorológicas automáticas activas, a saber: Horcones, Tonalá (DGE) y Tres Picos a cargo de la Comisión Nacional del Agua (CONAGUA). Una más a cargo de la Secretaría de Marina en Paredón, de la cual solo hay datos en emisión por parte de la SEMAR.
Anteriormente había otras cuatro estaciones meteorológicas automáticas en el municipio operadas por la Comisión Nacional del Agua: Boca del Cielo, Hacienda San Cristóbal, La Tigrera y Tonalá (SMN).

##### EMAS Horcones
Clave: 00007074. La estación meteorológica se ubica en la coordenadas: Latitud 15°57'19" N, Longitud 093°36'20" W y altitud de 130.0 m s. n. m. Con registros consultables que van desde 21 de septiembre de 1964 hasta el 30 de noviembre de 2010. No cuenta con una clave OMM. Se reporta en operación por la Conagua-DGE. Se ubica a un costado de la carretera Tonalá-Pijijiapan, cerca de la localidad del Respingo y del afluente conocido como Río Los Hocornes.
Según esta EMAS, la temperatura media normal anual es de 27.7 °C, la temperatura máxima promedio es de 33.6 °C y la mínima promedio es de 21.8 °C. La temperatura máxima registrada ha sido de 41.0 °C el 27 de abril de 2004. Mientras que la temperatura mínima registrada ha sido 4.5 °C el día 31 de diciembre de 1999. El mes con las máximas promedio más altas registradas ha sido abril de 2005 con 37.7 °C en promedio, mientras que el mes con las mínimas promedio más bajas ha sido diciembre de 1999 con 11.8 °C en promedio.
Esta EMAS reporta una precipitación promedio de 2340.8 mm por 81.7 días al año. La precipitación máxima diaria registrada ha sido 400.5 mm el día 7 de septiembre de 1998. Mientras que la máxima mensual ha sido 1311.5 mm en el mes de septiembre de 1998.
| Parámetros climáticos promedio de EMAS Horcones                                                                                     | Parámetros climáticos promedio de EMAS Horcones | Parámetros climáticos promedio de EMAS Horcones | Parámetros climáticos promedio de EMAS Horcones | Parámetros climáticos promedio de EMAS Horcones | Parámetros climáticos promedio de EMAS Horcones | Parámetros climáticos promedio de EMAS Horcones | Parámetros climáticos promedio de EMAS Horcones | Parámetros climáticos promedio de EMAS Horcones | Parámetros climáticos promedio de EMAS Horcones | Parámetros climáticos promedio de EMAS Horcones | Parámetros climáticos promedio de EMAS Horcones | Parámetros climáticos promedio de EMAS Horcones | Parámetros climáticos promedio de EMAS Horcones |
| Mes | Ene.                                            | Feb.                                            | Mar.                                            | Abr.                                            | May.                                            | Jun.                                            | Jul.                                            | Ago.                                            | Sep.                                            | Oct.                                            | Nov.                                            | Dic.                                            | Anual                                           |
| --- | ----------------------------------------------- | ----------------------------------------------- | ----------------------------------------------- | ----------------------------------------------- | ----------------------------------------------- | ----------------------------------------------- | ----------------------------------------------- | ----------------------------------------------- | ----------------------------------------------- | ----------------------------------------------- | ----------------------------------------------- | ----------------------------------------------- | ----------------------------------------------- |
| Temp. máx. abs. (°C) | 39.0                                            | 39.0                                            | 39.5                                            | 41.0                                            | 39.0                                            | 40.0                                            | 39.0                                            | 39.0                                            | 39.0                                            | 39.0                                            | 39.0                                            | 38.5                                            | N/A                                             |
| Temp. máx. media (°C) | 34.1                                            | 34.0                                            | 34.7                                            | 35.0                                            | 34.2                                            | 33.6                                            | 33.4                                            | 33.4                                            | 33.3                                            | 33.1                                            | 33.6                                            | 33.5                                            | 33.8                                            |
| Temp. media (°C) | 27.9                                            | 28.0                                            | 28.5                                            | 28.8                                            | 28.4                                            | 28.0                                            | 27.8                                            | 27.8                                            | 27.7                                            | 27.5                                            | 27.7                                            | 27.4                                            | 28.0                                            |
| Temp. mín. media (°C) | 21.8                                            | 21.8                                            | 22.2                                            | 22.5                                            | 22.6                                            | 22.5                                            | 22.2                                            | 22.2                                            | 22.1                                            | 22.0                                            | 21.8                                            | 21.3                                            | 22.1                                            |
| Temp. mín. abs. (°C) | 12.5                                            | 17.0                                            | 17.0                                            | 18.0                                            | 19.0                                            | 18.0                                            | 14.0                                            | 11.0                                            | 14.0                                            | 11.0                                            | 15.0                                            | 4.5                                             | N/A                                             |
| Precipitación total (mm) | 1.2                                             | 9.2                                             | 14.1                                            | 39.3                                            | 217.7                                           | 458.0                                           | 398.6                                           | 421.8                                           | 482.1                                           | 231.6                                           | 51.3                                            | 15.9                                            | 2340.8                                          |
| Días de lluvias (≥ ) | 0.1                                             | 0.4                                             | 0.9                                             | 2.1                                             | 8.6                                             | 15.0                                            | 14.2                                            | 14.3                                            | 15.1                                            | 8.5                                             | 1.9                                             | 0.6                                             | 81.7                                            |
| Fuente: Coordinación General del Servicio Meteorológico Nacional (CGSMN). Comisión Nacional del Agua (CONAGUA). (Periodo 1964-2010) |                                                 |                                                 |                                                 |                                                 |                                                 |                                                 |                                                 |                                                 |                                                 |                                                 |                                                 |                                                 |                                                 |

##### EMAS Tonalá (DGE)
Clave: 00007168. La estación meteorológica se ubica en la coordenadas: Latitud 16°05'03" N, Longitud 093°44'38" W y altitud de 55.0 m s. n. m. Con registros consultables que van desde 1 de enero de 1961 hasta el 20 de diciembre de 2009. No cuenta con una clave OMM. Se reporta en operación por la Conagua-DGE. Se ubica en el barrio San Felipe de la ciudad de Tonalá.
Según esta EMAS, la temperatura media normal anual es de 28.7 °C, la temperatura máxima promedio es de 34.8 °C y la mínima promedio es de 22.7 °C. La temperatura máxima registrada ha sido de 42.5 °C en dos ocasiones: el 5 de mayo de 1997 y el 24 de marzo de 2004. Mientras que la temperatura mínima registrada ha sido 13.0 °C el día 26 de diciembre de 1963. El mes con las máximas promedio más altas registradas ha sido abril de 1961 con 39.3 °C en promedio, mientras que el mes con las mínimas promedio más bajas ha sido enero de 1987 con 19.4 °C en promedio.
Esta EMAS reporta una precipitación promedio de 1,720.6 mm por 107.6 días al año. La precipitación máxima diaria registrada ha sido 312.7 mm el día 31 de julio del 2006. Mientras que la máxima mensual ha sido 982.5 mm en el mes de septiembre de 1963.
| Parámetros climáticos promedio de EMAS Tonalá (DGE)                                                                                 | Parámetros climáticos promedio de EMAS Tonalá (DGE) | Parámetros climáticos promedio de EMAS Tonalá (DGE) | Parámetros climáticos promedio de EMAS Tonalá (DGE) | Parámetros climáticos promedio de EMAS Tonalá (DGE) | Parámetros climáticos promedio de EMAS Tonalá (DGE) | Parámetros climáticos promedio de EMAS Tonalá (DGE) | Parámetros climáticos promedio de EMAS Tonalá (DGE) | Parámetros climáticos promedio de EMAS Tonalá (DGE) | Parámetros climáticos promedio de EMAS Tonalá (DGE) | Parámetros climáticos promedio de EMAS Tonalá (DGE) | Parámetros climáticos promedio de EMAS Tonalá (DGE) | Parámetros climáticos promedio de EMAS Tonalá (DGE) | Parámetros climáticos promedio de EMAS Tonalá (DGE) |
| Mes | Ene.                                                | Feb.                                                | Mar.                                                | Abr.                                                | May.                                                | Jun.                                                | Jul.                                                | Ago.                                                | Sep.                                                | Oct.                                                | Nov.                                                | Dic.                                                | Anual                                               |
| --- | --------------------------------------------------- | --------------------------------------------------- | --------------------------------------------------- | --------------------------------------------------- | --------------------------------------------------- | --------------------------------------------------- | --------------------------------------------------- | --------------------------------------------------- | --------------------------------------------------- | --------------------------------------------------- | --------------------------------------------------- | --------------------------------------------------- | --------------------------------------------------- |
| Temp. máx. abs. (°C) | 41.0                                                | 40.5                                                | 42.5                                                | 42.0                                                | 42.5                                                | 41.0                                                | 39.5                                                | 40.5                                                | 39.0                                                | 40.5                                                | 40.0                                                | 39.5                                                | N/A                                                 |
| Temp. máx. media (°C) | 34.6                                                | 35.3                                                | 36.4                                                | 37.3                                                | 36.2                                                | 33.9                                                | 34.4                                                | 34.3                                                | 33.4                                                | 33.8                                                | 34.2                                                | 34.1                                                | 34.8                                                |
| Temp. media (°C) | 27.8                                                | 28.3                                                | 29.4                                                | 30.6                                                | 30.2                                                | 28.6                                                | 28.7                                                | 28.6                                                | 28.1                                                | 28.4                                                | 28.4                                                | 27.8                                                | 28.7                                                |
| Temp. mín. media (°C) | 20.9                                                | 21.2                                                | 22.3                                                | 23.8                                                | 24.2                                                | 23.3                                                | 23.0                                                | 23.0                                                | 22.8                                                | 23.1                                                | 22.7                                                | 21.5                                                | 22.7                                                |
| Temp. mín. abs. (°C) | 13.5                                                | 15.0                                                | 15.0                                                | 19.5                                                | 18.0                                                | 13.5                                                | 18.0                                                | 19.5                                                | 20.0                                                | 17.0                                                | 16.0                                                | 13.0                                                | N/A                                                 |
| Precipitación total (mm) | 1.5                                                 | 5.3                                                 | 8.3                                                 | 29.0                                                | 158.1                                               | 330.9                                               | 291.0                                               | 303.2                                               | 414.7                                               | 148.3                                               | 29.0                                                | 1.3                                                 | 1720.6                                              |
| Días de lluvias (≥ ) | 0.1                                                 | 0.7                                                 | 0.9                                                 | 3.0                                                 | 11.2                                                | 19.8                                                | 19.0                                                | 19.7                                                | 20.1                                                | 10.4                                                | 2.3                                                 | 0.4                                                 | 107.6                                               |
| Fuente: Coordinación General del Servicio Meteorológico Nacional (CGSMN). Comisión Nacional del Agua (CONAGUA). (Periodo 1961-2009) |                                                     |                                                     |                                                     |                                                     |                                                     |                                                     |                                                     |                                                     |                                                     |                                                     |                                                     |                                                     |                                                     |

##### EMAS Tres Picos
Clave: 00007228. La estación meteorológica se ubica en la coordenadas: Latitud 15°52'30" N, Longitud 093°32'45" W y altitud de 20.0 m s. n. m. Con registros consultables que van desde 10 de noviembre de 1975 hasta el 31 de marzo de 2007. No cuenta con una clave OMM. Se reporta en operación por la Conagua-DGE. Se ubica en las cercanías de la localidad de Tres Picos.
Según esta EMAS, la temperatura media normal anual es de 28.0 °C, la temperatura máxima promedio es de 34.1 °C y la mínima promedio es de 21.9 °C. La temperatura máxima registrada ha sido de 42.0 °C el día 16 de abril de 1986. Mientras que la temperatura mínima registrada ha sido 12.0 °C el día 30 de enero de 1987. El mes con las máximas promedio más altas registradas ha sido abril de 1987 con 37.3 °C en promedio, mientras que el mes con las mínimas promedio más bajas ha sido febrero de 1996 con 18.0 °C en promedio.
Esta EMAS reporta una precipitación promedio de 2,061.8 mm por 118.6 días al año. La precipitación máxima diaria registrada ha sido 332.5 mm el día 2 de septiembre de 1988. Mientras que la máxima mensual ha sido 888.9 mm en el mes de septiembre de 1988.
| Parámetros climáticos promedio de EMAS Tres Picos                                                                                   | Parámetros climáticos promedio de EMAS Tres Picos | Parámetros climáticos promedio de EMAS Tres Picos | Parámetros climáticos promedio de EMAS Tres Picos | Parámetros climáticos promedio de EMAS Tres Picos | Parámetros climáticos promedio de EMAS Tres Picos | Parámetros climáticos promedio de EMAS Tres Picos | Parámetros climáticos promedio de EMAS Tres Picos | Parámetros climáticos promedio de EMAS Tres Picos | Parámetros climáticos promedio de EMAS Tres Picos | Parámetros climáticos promedio de EMAS Tres Picos | Parámetros climáticos promedio de EMAS Tres Picos | Parámetros climáticos promedio de EMAS Tres Picos | Parámetros climáticos promedio de EMAS Tres Picos |
| Mes | Ene.                                              | Feb.                                              | Mar.                                              | Abr.                                              | May.                                              | Jun.                                              | Jul.                                              | Ago.                                              | Sep.                                              | Oct.                                              | Nov.                                              | Dic.                                              | Anual                                             |
| --- | ------------------------------------------------- | ------------------------------------------------- | ------------------------------------------------- | ------------------------------------------------- | ------------------------------------------------- | ------------------------------------------------- | ------------------------------------------------- | ------------------------------------------------- | ------------------------------------------------- | ------------------------------------------------- | ------------------------------------------------- | ------------------------------------------------- | ------------------------------------------------- |
| Temp. máx. abs. (°C) | 40.0                                              | 41.5                                              | 41.5                                              | 42.0                                              | 41.0                                              | 39.5                                              | 38.0                                              | 37.0                                              | 37.5                                              | 39.5                                              | 40.0                                              | 38.5                                              | N/A                                               |
| Temp. máx. media (°C) | 34.3                                              | 34.8                                              | 35.2                                              | 35.8                                              | 34.7                                              | 33.1                                              | 33.2                                              | 33.4                                              | 32.9                                              | 33.3                                              | 34.1                                              | 34.1                                              | 34.1                                              |
| Temp. media (°C) | 27.2                                              | 27.4                                              | 28.2                                              | 29.3                                              | 29.0                                              | 28.0                                              | 28.0                                              | 28.0                                              | 27.7                                              | 27.9                                              | 27.9                                              | 27.3                                              | 28.0                                              |
| Temp. mín. media (°C) | 20.0                                              | 20.1                                              | 21.1                                              | 22.7                                              | 23.3                                              | 22.9                                              | 22.7                                              | 22.6                                              | 22.5                                              | 22.5                                              | 21.7                                              | 20.5                                              | 21.9                                              |
| Temp. mín. abs. (°C) | 12.0                                              | 13.5                                              | 12.5                                              | 17.5                                              | 19.5                                              | 18.0                                              | 19.0                                              | 19.5                                              | 19.5                                              | 15.5                                              | 17.0                                              | 15.0                                              | N/A                                               |
| Precipitación total (mm) | 1.0                                               | 6.1                                               | 9.5                                               | 32.7                                              | 214.6                                             | 362.4                                             | 324.2                                             | 393.6                                             | 436.2                                             | 227.7                                             | 53.4                                              | 0.4                                               | 2061.8                                            |
| Días de lluvias (≥ ) | 0.4                                               | 0.7                                               | 1.1                                               | 3.3                                               | 12.7                                              | 20.4                                              | 20.3                                              | 21.9                                              | 21.9                                              | 11.8                                              | 3.9                                               | 0.2                                               | 118.6                                             |
| Fuente: Coordinación General del Servicio Meteorológico Nacional (CGSMN). Comisión Nacional del Agua (CONAGUA). (Periodo 1975-2007) |                                                   |                                                   |                                                   |                                                   |                                                   |                                                   |                                                   |                                                   |                                                   |                                                   |                                                   |                                                   |                                                   |

##### EMAS Boca del Cielo
Clave: 00007206. La estación meteorológica se ubicaba en la coordenadas: Latitud 15°51'08" N, Longitud 093°40'15" W y altitud de 5.0 m s. n. m. Con registros no consultables que van desde 1 de octubre de 1972 hasta el 30 de junio de 1979. No cuenta con una clave OMM. Se reporta suspendida por la Conagua-DGE. Se ubicaba cerca de la localidad de Boca del Cielo, en las cercanías del Océano Pacífico.
| Parámetros climáticos promedio de EMAS Boca del Cielo                                                                               | Parámetros climáticos promedio de EMAS Boca del Cielo | Parámetros climáticos promedio de EMAS Boca del Cielo | Parámetros climáticos promedio de EMAS Boca del Cielo | Parámetros climáticos promedio de EMAS Boca del Cielo | Parámetros climáticos promedio de EMAS Boca del Cielo | Parámetros climáticos promedio de EMAS Boca del Cielo | Parámetros climáticos promedio de EMAS Boca del Cielo | Parámetros climáticos promedio de EMAS Boca del Cielo | Parámetros climáticos promedio de EMAS Boca del Cielo | Parámetros climáticos promedio de EMAS Boca del Cielo | Parámetros climáticos promedio de EMAS Boca del Cielo | Parámetros climáticos promedio de EMAS Boca del Cielo | Parámetros climáticos promedio de EMAS Boca del Cielo |
| Mes | Ene.                                                  | Feb.                                                  | Mar.                                                  | Abr.                                                  | May.                                                  | Jun.                                                  | Jul.                                                  | Ago.                                                  | Sep.                                                  | Oct.                                                  | Nov.                                                  | Dic.                                                  | Anual                                                 |
| --- | ----------------------------------------------------- | ----------------------------------------------------- | ----------------------------------------------------- | ----------------------------------------------------- | ----------------------------------------------------- | ----------------------------------------------------- | ----------------------------------------------------- | ----------------------------------------------------- | ----------------------------------------------------- | ----------------------------------------------------- | ----------------------------------------------------- | ----------------------------------------------------- | ----------------------------------------------------- |
| Precipitación total (mm) | 4.0                                                   | 12.3                                                  | 10.3                                                  | 48.2                                                  | 143.8                                                 | 339.2                                                 | 212.4                                                 | 202.5                                                 | 321.9                                                 | 128.3                                                 | 29.5                                                  | 1.3                                                   | 1453.5                                                |
| Fuente: Coordinación General del Servicio Meteorológico Nacional (CGSMN). Comisión Nacional del Agua (CONAGUA). (Periodo 1972-1979) |                                                       |                                                       |                                                       |                                                       |                                                       |                                                       |                                                       |                                                       |                                                       |                                                       |                                                       |                                                       |                                                       |

##### EMAS Hacienda San Cristóbal
| Parámetros climáticos promedio de EMAS Hacienda San Cristóbal                                                                       | Parámetros climáticos promedio de EMAS Hacienda San Cristóbal | Parámetros climáticos promedio de EMAS Hacienda San Cristóbal | Parámetros climáticos promedio de EMAS Hacienda San Cristóbal | Parámetros climáticos promedio de EMAS Hacienda San Cristóbal | Parámetros climáticos promedio de EMAS Hacienda San Cristóbal | Parámetros climáticos promedio de EMAS Hacienda San Cristóbal | Parámetros climáticos promedio de EMAS Hacienda San Cristóbal | Parámetros climáticos promedio de EMAS Hacienda San Cristóbal | Parámetros climáticos promedio de EMAS Hacienda San Cristóbal | Parámetros climáticos promedio de EMAS Hacienda San Cristóbal | Parámetros climáticos promedio de EMAS Hacienda San Cristóbal | Parámetros climáticos promedio de EMAS Hacienda San Cristóbal | Parámetros climáticos promedio de EMAS Hacienda San Cristóbal |
| Mes | Ene.                                                          | Feb.                                                          | Mar.                                                          | Abr.                                                          | May.                                                          | Jun.                                                          | Jul.                                                          | Ago.                                                          | Sep.                                                          | Oct.                                                          | Nov.                                                          | Dic.                                                          | Anual                                                         |
| --- | ------------------------------------------------------------- | ------------------------------------------------------------- | ------------------------------------------------------------- | ------------------------------------------------------------- | ------------------------------------------------------------- | ------------------------------------------------------------- | ------------------------------------------------------------- | ------------------------------------------------------------- | ------------------------------------------------------------- | ------------------------------------------------------------- | ------------------------------------------------------------- | ------------------------------------------------------------- | ------------------------------------------------------------- |
| Temp. máx. abs. (°C) | 37.5                                                          | 39.0                                                          | 39.5                                                          | 40.5                                                          | 39.5                                                          | 37.5                                                          | 41.5                                                          | 38.0                                                          | 39.0                                                          | 37.5                                                          | 37.0                                                          | 37.0                                                          | N/A                                                           |
| Temp. máx. media (°C) | 32.5                                                          | 32.8                                                          | 33.7                                                          | 34.5                                                          | 34.0                                                          | 32.3                                                          | 32.9                                                          | 33.0                                                          | 32.1                                                          | 32.6                                                          | 32.8                                                          | 32.4                                                          | 33.0                                                          |
| Temp. media (°C) | 24.5                                                          | 24.7                                                          | 26.1                                                          | 27.9                                                          | 28.3                                                          | 27.6                                                          | 27.6                                                          | 27.7                                                          | 27.1                                                          | 27.1                                                          | 26.1                                                          | 25.0                                                          | 26.6                                                          |
| Temp. mín. media (°C) | 16.6                                                          | 16.7                                                          | 18.6                                                          | 21.3                                                          | 22.7                                                          | 22.8                                                          | 22.3                                                          | 22.5                                                          | 22.2                                                          | 21.6                                                          | 19.3                                                          | 17.5                                                          | 20.3                                                          |
| Temp. mín. abs. (°C) | 9.4                                                           | 8.4                                                           | 11.4                                                          | 14.4                                                          | 12.4                                                          | 18.8                                                          | 13.3                                                          | 19.4                                                          | 19.3                                                          | 15.4                                                          | 12.4                                                          | 10.4                                                          | N/A                                                           |
| Precipitación total (mm) | 2.0                                                           | 5.5                                                           | 1.7                                                           | 28.3                                                          | 107.7                                                         | 265.1                                                         | 211.9                                                         | 244.9                                                         | 314.7                                                         | 153.6                                                         | 23.7                                                          | 2.0                                                           | 1361.1                                                        |
| Días de lluvias (≥ ) | 0.1                                                           | 0.5                                                           | 0.3                                                           | 2.5                                                           | 9.0                                                           | 17.8                                                          | 16.6                                                          | 16.6                                                          | 16.3                                                          | 8.5                                                           | 1.0                                                           | 0.4                                                           | 89.6                                                          |
| Fuente: Coordinación General del Servicio Meteorológico Nacional (CGSMN). Comisión Nacional del Agua (CONAGUA). (Periodo 1951-2010) |                                                               |                                                               |                                                               |                                                               |                                                               |                                                               |                                                               |                                                               |                                                               |                                                               |                                                               |                                                               |                                                               |

##### EMAS La Tigrera
| Parámetros climáticos promedio de EMAS La Tigrera                                                                                   | Parámetros climáticos promedio de EMAS La Tigrera | Parámetros climáticos promedio de EMAS La Tigrera | Parámetros climáticos promedio de EMAS La Tigrera | Parámetros climáticos promedio de EMAS La Tigrera | Parámetros climáticos promedio de EMAS La Tigrera | Parámetros climáticos promedio de EMAS La Tigrera | Parámetros climáticos promedio de EMAS La Tigrera | Parámetros climáticos promedio de EMAS La Tigrera | Parámetros climáticos promedio de EMAS La Tigrera | Parámetros climáticos promedio de EMAS La Tigrera | Parámetros climáticos promedio de EMAS La Tigrera | Parámetros climáticos promedio de EMAS La Tigrera | Parámetros climáticos promedio de EMAS La Tigrera |
| Mes | Ene.                                              | Feb.                                              | Mar.                                              | Abr.                                              | May.                                              | Jun.                                              | Jul.                                              | Ago.                                              | Sep.                                              | Oct.                                              | Nov.                                              | Dic.                                              | Anual                                             |
| --- | ------------------------------------------------- | ------------------------------------------------- | ------------------------------------------------- | ------------------------------------------------- | ------------------------------------------------- | ------------------------------------------------- | ------------------------------------------------- | ------------------------------------------------- | ------------------------------------------------- | ------------------------------------------------- | ------------------------------------------------- | ------------------------------------------------- | ------------------------------------------------- |
| Temp. máx. abs. (°C) | 42.0                                              | 41.0                                              | 44.0                                              | 44.5                                              | 44.5                                              | 44.0                                              | 45.0                                              | 43.0                                              | 43.0                                              | 42.0                                              | 42.0                                              | 44.0                                              | N/A                                               |
| Temp. máx. media (°C) | 35.4                                              | 35.7                                              | 35.9                                              | 36.7                                              | 36.5                                              | 35.5                                              | 35.0                                              | 35.1                                              | 34.9                                              | 35.3                                              | 35.9                                              | 35.5                                              | 35.6                                              |
| Temp. media (°C) | 26.7                                              | 27.0                                              | 27.1                                              | 27.8                                              | 28.3                                              | 28.2                                              | 27.9                                              | 27.9                                              | 27.9                                              | 28.3                                              | 28.2                                              | 27.3                                              | 27.7                                              |
| Temp. mín. media (°C) | 17.9                                              | 18.4                                              | 18.4                                              | 19.0                                              | 20.0                                              | 20.8                                              | 20.7                                              | 20.6                                              | 20.9                                              | 21.4                                              | 20.4                                              | 19.0                                              | 19.8                                              |
| Temp. mín. abs. (°C) | 12.0                                              | 11.0                                              | 12.0                                              | 11.0                                              | 14.5                                              | 14.5                                              | 14.0                                              | 15.0                                              | 14.0                                              | 11.0                                              | 12.5                                              | 14.0                                              | N/A                                               |
| Precipitación total (mm) | 0.5                                               | 4.4                                               | 16.8                                              | 26.2                                              | 111.2                                             | 266.5                                             | 219.6                                             | 258.3                                             | 287.8                                             | 108.0                                             | 20.2                                              | 3.8                                               | 1323.3                                            |
| Días de lluvias (≥ ) | 0.2                                               | 0.2                                               | 0.8                                               | 0.7                                               | 6.8                                               | 13.5                                              | 13.5                                              | 15.0                                              | 13.8                                              | 6.9                                               | 1.3                                               | 0.4                                               | 73.1                                              |
| Fuente: Coordinación General del Servicio Meteorológico Nacional (CGSMN). Comisión Nacional del Agua (CONAGUA). (Periodo 1951-2010) |                                                   |                                                   |                                                   |                                                   |                                                   |                                                   |                                                   |                                                   |                                                   |                                                   |                                                   |                                                   |                                                   |

##### EMAS Tonalá (SMN)
Clave: 00007201. La estación meteorológica se ubica en la coordenadas: Latitud 16°05'00" N, Longitud 093°44'00" W y altitud de 50.0 m s. n. m. Con registros consultables que van desde 1 de enero de 1922 hasta el 30 de septiembre de 2001. No cuenta con una clave OMM. Se reporta en suspensión, fue operada por la Conagua-SMN. Se ubicaba cerca del camino a la localidad de Río Flor en las cercanías del barrio San Felipe de la ciudad de Tonalá.
Según esta EMAS, la temperatura media normal anual es de 28.6 °C, la temperatura máxima promedio es de 36.4 °C y la mínima promedio es de 21.8 °C. La temperatura máxima registrada ha sido de 44.1 °C el 13 de abril de 1978. Mientras que la temperatura mínima registrada ha sido 2.0 °C en tres ocasiones: 19 de enero de 1972, 2 de marzo de 1979 y 1 de diciembre de 1990. El mes con las máximas promedio más altas registradas ha sido abril de 1992 con 40.3 °C en promedio, mientras que el mes con las mínimas promedio más bajas ha sido mayo de 1997 con 2.9 °C en promedio.
Esta EMAS reporta una precipitación promedio de 1,666.2 mm por 91.1 días al año. La precipitación máxima diaria registrada ha sido 407.0 mm el día 22 de septiembre del 1963. Mientras que la máxima mensual ha sido 1,007.0 mm en el mes de septiembre de 1963.
| Parámetros climáticos promedio de EMAS Tonalá (SMN)                                                                                 | Parámetros climáticos promedio de EMAS Tonalá (SMN) | Parámetros climáticos promedio de EMAS Tonalá (SMN) | Parámetros climáticos promedio de EMAS Tonalá (SMN) | Parámetros climáticos promedio de EMAS Tonalá (SMN) | Parámetros climáticos promedio de EMAS Tonalá (SMN) | Parámetros climáticos promedio de EMAS Tonalá (SMN) | Parámetros climáticos promedio de EMAS Tonalá (SMN) | Parámetros climáticos promedio de EMAS Tonalá (SMN) | Parámetros climáticos promedio de EMAS Tonalá (SMN) | Parámetros climáticos promedio de EMAS Tonalá (SMN) | Parámetros climáticos promedio de EMAS Tonalá (SMN) | Parámetros climáticos promedio de EMAS Tonalá (SMN) | Parámetros climáticos promedio de EMAS Tonalá (SMN) |
| Mes | Ene.                                                | Feb.                                                | Mar.                                                | Abr.                                                | May.                                                | Jun.                                                | Jul.                                                | Ago.                                                | Sep.                                                | Oct.                                                | Nov.                                                | Dic.                                                | Anual                                               |
| --- | --------------------------------------------------- | --------------------------------------------------- | --------------------------------------------------- | --------------------------------------------------- | --------------------------------------------------- | --------------------------------------------------- | --------------------------------------------------- | --------------------------------------------------- | --------------------------------------------------- | --------------------------------------------------- | --------------------------------------------------- | --------------------------------------------------- | --------------------------------------------------- |
| Temp. máx. abs. (°C) | 40.1                                                | 41.1                                                | 43.1                                                | 44.1                                                | 43.1                                                | 43.0                                                | 43.0                                                | 44.0                                                | 40.1                                                | 40.1                                                | 39.1                                                | 39.1                                                | N/A                                                 |
| Temp. máx. media (°C) | 33.6                                                | 34.5                                                | 35.6                                                | 36.4                                                | 34.6                                                | 33.1                                                | 33.4                                                | 33.2                                                | 31.9                                                | 33.2                                                | 33.4                                                | 33.4                                                | 33.9                                                |
| Temp. media (°C) | 27.7                                                | 28.3                                                | 29.3                                                | 30.6                                                | 29.5                                                | 28.5                                                | 28.4                                                | 28.4                                                | 27.5                                                | 28.4                                                | 28.4                                                | 28.0                                                | 28.6                                                |
| Temp. mín. media (°C) | 21.8                                                | 22.2                                                | 22.9                                                | 24.7                                                | 24.3                                                | 23.9                                                | 23.4                                                | 23.5                                                | 23.1                                                | 23.6                                                | 23.3                                                | 22.6                                                | 23.3                                                |
| Temp. mín. abs. (°C) | 2.0                                                 | 14.0                                                | 2.0                                                 | 18.0                                                | 2.7                                                 | 14.0                                                | 19.0                                                | 17.0                                                | 19.0                                                | 18.0                                                | 15.0                                                | 2.0                                                 | N/A                                                 |
| Precipitación total (mm) | 1.3                                                 | 5.2                                                 | 8.2                                                 | 26.3                                                | 137.2                                               | 332.8                                               | 278.0                                               | 291.4                                               | 439.4                                               | 123.1                                               | 21.0                                                | 2.3                                                 | 1666.2                                              |
| Días de lluvias (≥ ) | 0.2                                                 | 0.5                                                 | 0.7                                                 | 1.9                                                 | 8.3                                                 | 17.4                                                | 16.5                                                | 16.3                                                | 18.6                                                | 8.8                                                 | 1.7                                                 | 0.2                                                 | 91.1                                                |
| Fuente: Coordinación General del Servicio Meteorológico Nacional (CGSMN). Comisión Nacional del Agua (CONAGUA). (Periodo 1922-2001) |                                                     |                                                     |                                                     |                                                     |                                                     |                                                     |                                                     |                                                     |                                                     |                                                     |                                                     |                                                     |                                                     |

### Vegetación y uso de suelo
La vegetación presente en el municipio es la siguiente: Vegetación secundaria (de selva perennifolia) con el 29.93 %; Vegetación inducida con el 5.1 %; Vegetación hidrófila con el 4.05 %; Bosque mesófilo de montaña con el 3.68 %; Vegetación secundaria (de vegetación hidrófila) con el 3.22 %; Vegetación secundaria (de selva subcaducifolia) con el 1.86 %; Bosque de coníferas con el 0.77 %; Pastizal con el 0.72 %; vegetación secundaria (de selva caducifolia) con el 0.26 %; vegetación secundaria (de bosque mesófilo de montaña) con el 0.18 % y Vegetación secundaria (de bosque de coníferas) con el 0 %.

### Edafología
Los tipos de suelos presentes en el municipio son: Cambisol con el 32.62 %; Regosol con el 30.89 %; Litosol con el 23 %; Solonchak con el 8.02 %; cuerpos de agua con el 2.86 %; Luvisol con el 1.35 %; Fluvisol con el 0.34 % y la zona urbana que ocupa el 0.17 % de la superficie municipal.

### Geología
La corteza terrestre del municipio está formada por:
Suelos aluviales que abarca el 40.81 %; Rocas ígneas intrusivas (granito el 29.70 %; granodiorita el 13.91 %); Suelo litoral el 5.98 %; Rocas metamórficas (gnéis) el 4.83 %; Suelos lacustre el 0.73 %; Rocas sedimentarias (conglomerado el 0.32 % y caliza el 0.03 %) de la superficie municipal.

### Fisiografía

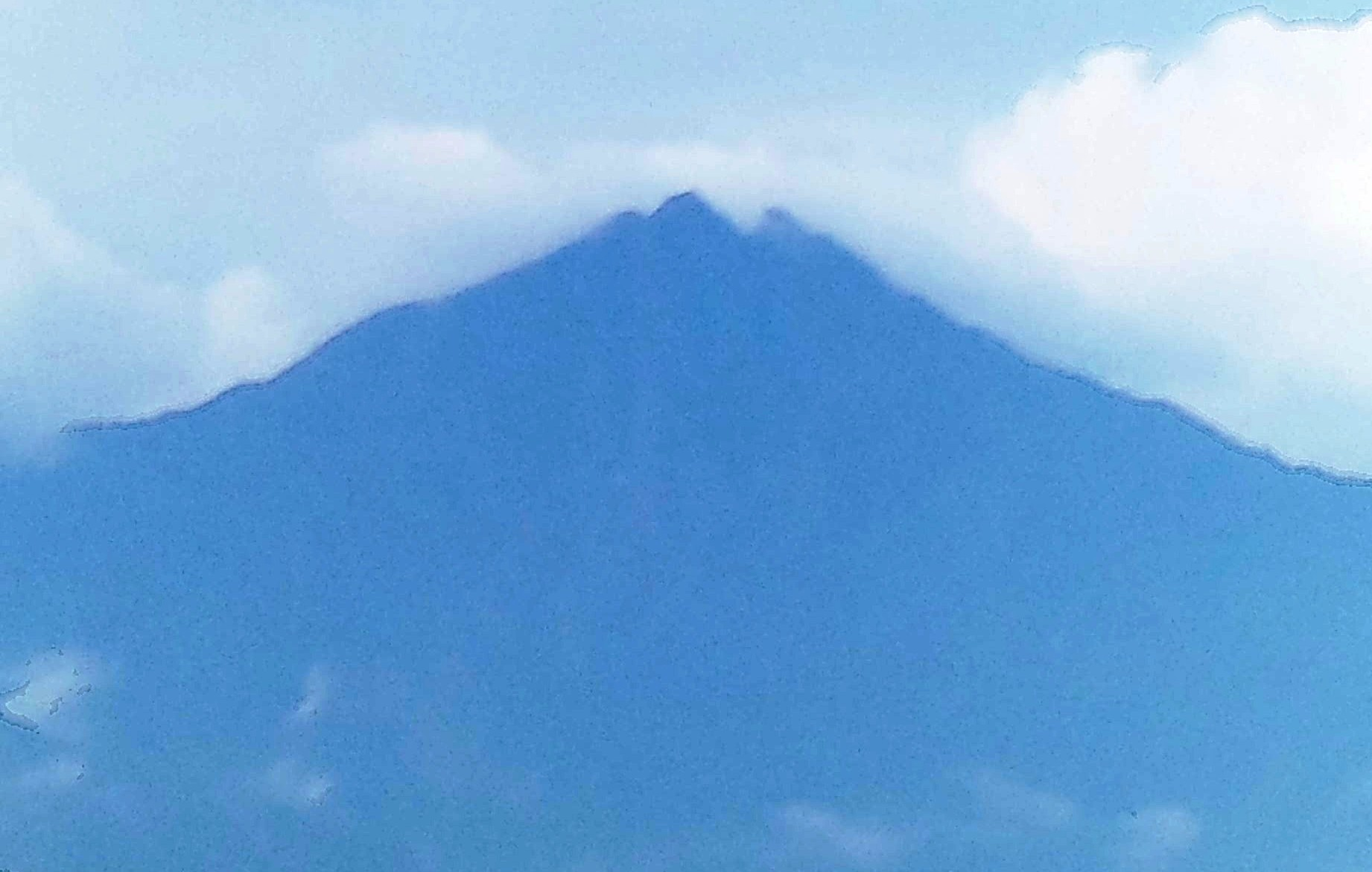
El cerro de Tres Picos es la principal elevación del municipio de Tonalá

El municipio forma parte de las regiones fisiográficas Sierra Madre de Chiapas y Llanura Costera del Pacífico. El 37.15 % de la superficie municipal se conforma por Llanura costera; el 37.04 % de Sierra alta escarpada compleja; el 15.04 % de Llanura costera inundable y salina; el 7.05 % de Sierra baja escarpada; el 3.67 % de cuerpo de agua y el 0.04 % de playa o barra inundable y salina.

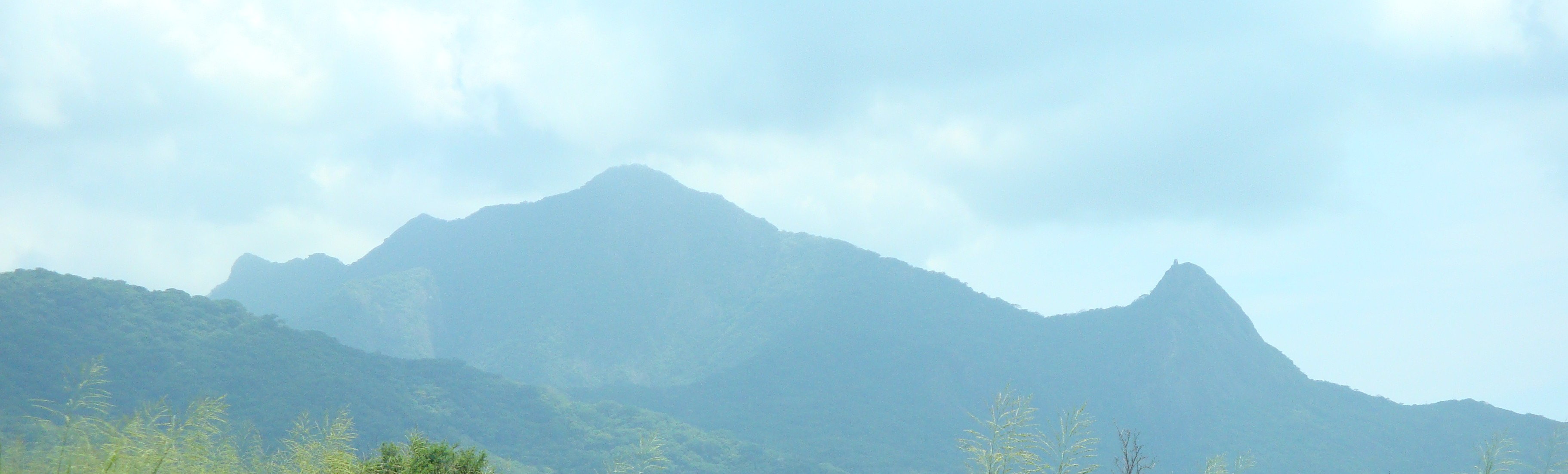
Vista Este del Cerro de Bernal

#### Principales elevaciones[48]
| Nombre              | Altura (msnm) | Latitud   | Longitud  |
| ------------------- | ------------- | --------- | --------- |
| Cerro de Tres Picos | 2’460         | 16°11'47" | 93°36'49" |
| Cerro La Placa      | 2’098         | 16°5'31"  | 93°35'28" |
| Cerro El Tomate     | 2’087         | 15°58'19" | 93°26'48" |
| Cerro de Chumpipe   | 1’924         | 16°11'52" | 93°42'28  |
| Cerro Bola          | 1’897         | 16°08'05" | 93°36'00" |
| Cerro Luna          | 1’680         | 15°51'38" | 93°19'51" |
| Cerro Azul          | 1’098         | 15°57'12" | 93°29'12" |
| Cerro de Bernal     | 993           | 15°54'14" | 93°35'52" |
| Cerro Tomate        | 953           | 15°56'20" | 93°29'59" |
| Cerro Iglesia Vieja | 773           | 16°08'00  | 93°44'41" |
| Cerro El Ocotal     | 753           | 16°10'23" | 93°47'15" |

### Hidrografía

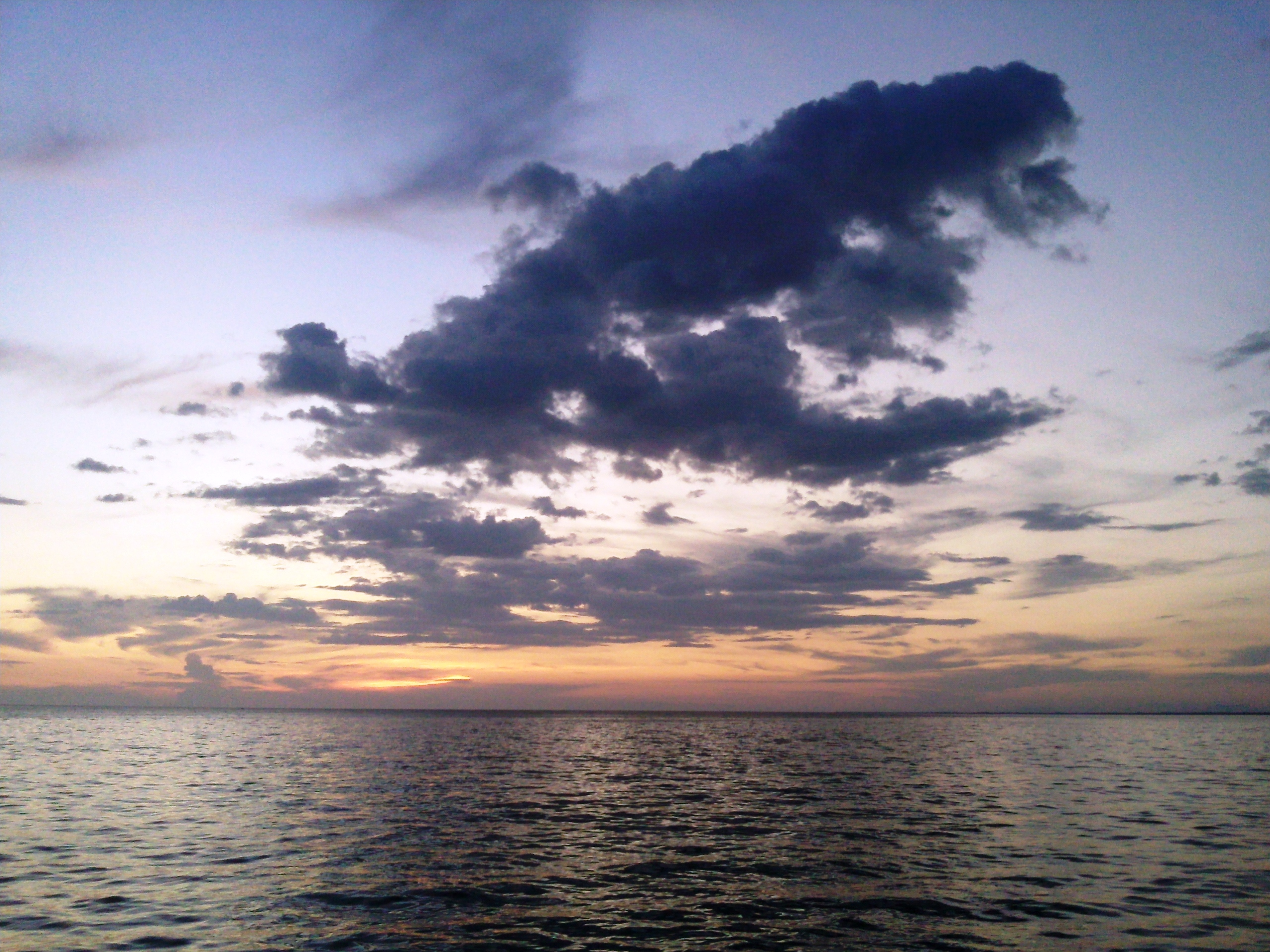
Laguna del Mar Muerto vista desde Paredón, Tonalá.

Las principales corrientes del municipio son:
Los Ríos perennes son: Tiltepec, Zanatenco, Arroyo de Jesús, Los Horcones, Río Pedregal, San Isidro y Ocuilapa.
Los Ríos intermitentes: Los Patos, Las Hermanas y Quetzalapa, entre otros.
También se encuentran Lagunas perennes tales como: Mar Muerto, La Joya, Buenavista, Pampa Cabeza de Toro y Las Conchas.
Los Esteros: Lagartero, Cinco Arrobas, El Tortugo, El Capulín, San Marcos, El Esterón y La Torera.
El territorio municipal se encuentra dentro de las subcuencas Laguna Mar Muerto y Zanatenco (de la cuenca Mar Muerto), Laguna de La Joya, De Jesús y El Porvenir (de la cuenca Río Pijijiapan y otros).

### Litoral
Tonalá posee aproximadamente 60 km de litoral del Océano Pacífico, de ellos 32 km son playas de arena fina color gris. El litoral tonalteco es parte del Golfo de Tehuantepec.

### Áreas naturales protegidas
El municipio cuenta con 30'472.92 hectáreas de áreas naturales protegidas, que representa el 18.62 % de su superficie, que a su vez representa 1.93 % del total de la superficie protegida en el estado.
Abarca porciones de la Reserva de la Biosfera «La Sepultura» la cual está constituida principalmente de pastizales y herbazales (pastizal inducido) y selvas húmedas y subhúmedas (selva mediana caducifolia y subcaducifolia), 26,703.62 has. de esta reserva se ubican en el municipio representado el 16.31 % de territorio municipal; también abarca una porción del Área de Protección de Recursos Naturales «La Frailescana» la cual está constituida principalmente por selvas húmedas y subhúmedas (selva alta y mediana perennifolia) y de pastizales y herbazales (pastizal inducido), 3,726.92 has. de esta zona se ubican en el municipio el cual representa el 2.28 % del territorio municipal y por último, abarca una parte del Santuario «Playas de Puerto Arista» que está constituido principalmente por manglar, 42.38 has. de esta reserva se ubican en el municipio el cual representa el 0.03 % de las superficie municipal.

### Tenencia de la tierra
En el municipio hay 54 Ejidos y comunidades con una superficie parcelada de 47’448 hectáreas, de las cuales 12´468 hectáreas son de uso común y 1’773 hectáreas corresponde a la propiedad privada, el total de la superficie corresponde 4’092 a ejidatarios y 322 a posesionarios.

### Sismicidad
El territorio municipal se sitúa sobre la placa del Caribe. Además, se encuentra cerca de la trinchera mesoamericana, una zona de subducción de la placa de Cocos, que se mueve 7 cm al norte por año, bajo la Norteamericana y la del Caribe. Tonalá, como el resto de la costa chiapaneca, tiene una elevada sismicidad debido a este fenómeno de subducción de placas.

## Población
La población tonalteca se distribuye principalmente en la cabecera municipal, la llanura y las zonas aledañas a las lagunas costeras, esteros y el litoral del pacífico. Hay pocas localidades asentadas en la sierra y, por lo mismo, contadas son aquellas que están a una altura mayor de 100 m s. n. m.

### Estructura de la población
Según el Censo de Población y Vivienda 2010 en el municipio de Tonalá habitan 84 594 personas que se distribuyen en 579 localidades.
De la población total 49 264 habitan en cuatro localidades urbanas, 58,24 %, y 35 330 habitan en localidades rurales, 41,76 %. 41 927 son hombres, 49,56 %, y 42 667 son mujeres, 50,43 %. 25 612 habitantes tienen de 0 a 14 años, 30,28 %, 49 840 tienen de 15 a 64 años, 65,05 %, 5 392 tienen 65 años y más, 7,04 %. A 166 personas no se les especificó la edad, 0,20 %.

### Crecimiento poblacional[49][50]
| Gráfica de evolución demográfica de Tonalá entre 1950 y 2015                                                                                 |
| |
| Fuente: Registros del INEGI del año 2015. Censos demográficos del 1950 al 2010. Conteos de Población 1995 y 2005. Encuesta Intercensal 2015. |

### Principales localidades[51]
| Código INEGI | Código Postal | Nombre                                          | Población | Porcentaje | Altura (m s. n. m.) | Latitud    | Longitud   |
| ------------ | ------------- | ----------------------------------------------- | --------- | ---------- | ------------------- | ---------- | ---------- |
| 070970001    | 30500         | Tonalá                                          | 35’222    | 41.75 %    | 65                  | 93°45’05"  | 16°05’22"  |
| 070970040    | 30503         | Paredón                                         | 6'126     | 7.24 %     | 7                   | 93°52’00"  | 16°03’03"  |
| 070970017    | 30515         | Tres Picos                                      | 4’403     | 5.20 %     | 21                  | 93°31’37"  | 15°52’45"  |
| 070970006    | 30509         | Cabeza de Toro                                  | 3’413     | 4.03 %     | 1                   | 93°46’49"  | 15°55’58"  |
| 070970033    | 30513         | Manuel Ávila Camacho (Ponte Duro)               | 1’778     | 2.10 %     | 1                   | 93°35’22"  | 15°48’36"  |
| 070970026    | 30503         | Ignacio Ramírez                                 | 1’689     | 2.00 %     | 10                  | 93°52’16"  | 16°06’36"  |
| 070970024    | 30503         | Huizachal                                       | 1’421     | 1.68 %     | 14                  | 93°48’06"  | 16°03’04"  |
| 070970003    | 30509         | Doctor Belisario Domínguez (La Barra)           | 1’043     | 1.23 %     | 1                   | 93°42’16"  | 15°53’22"  |
| 070970164    | 30503         | San Luqueño (La Costa)                          | 1’016     | 1.20 %     | 8                   | 93°50’45"  | 16°00’46"  |
| 070970119    | 30510         | Morelos (Mojarras)                              | 1’010     | 1.19 %     | 6                   | 93°37’55"  | 15°51’43"  |
| 070970044    | 30513         | Pueblo Nuevo (San Cayetano)                     | 983       | 1.16 %     | 1                   | 93°39'18"  | '15°51'10" |
| 070970046    | 30505         | La Polka                                        | 965       | 1.14 %     | 13                  | '93°39'47" | '15°57'23" |
| 070970002    | 30507         | Puerto Arista                                   | 944       | 1.12 %     | 1                   | '93°48'34" | 15°56'06"  |
| 070970038    | ¿?            | Noyola                                          | 824       | 0.97 %     | 19                  | 93°46'03"  | 16°02'20"  |
| 70970032     | 30511         | El Manguito                                     | 821       | 0.97 %     | 1                   | 93°31'43"  | 15°45'33"  |
| 070970028    | 30505         | La Laguna                                       | 790       | 0.93 %     | 9                   | 93°48'23"  | 16°00'08"  |
| 070970065    | 30505         | Vicente Guerrero                                | 682       | 0.81 %     | 12                  | 93°44'55"  | 16°00'03"  |
| 070970072    | ¿?            | Miguel Hidalgo Número Dos (Veinte de Noviembre) | 678       | 0.80 %     | 0                   | 93°48'35"  | 15°57'05"  |
| 070970027    | 30505         | Josefa Ortiz de Domínguez (La Esmeralda)        | 670       | 0.79 %     | 11                  | 993°43'23" | 15°59'40"  |
| 070970014    | 30503         | Durango (Victórico R. Grajales)                 | 668       | 0.79 %     | 17                  | 93°52'27"  | 16°08'09"  |

### Organización electoral[53]
Al día 14 de noviembre del 2014 el padrón electoral municipal está conformado por 65 062 personas físicas, de un total de 3 352 302 a nivel estado, lo que representa el 1,94 % del padrón estatal. 60 738 ciudadanos son originarios de Chiapas, el 93,35%; 1 342 de Oaxaca, el 2, 06 %, 908 de Veracruz, el 1,39 %, 178 de Tabasco, el 0, 27 %, y 1 898 de otros estados de la república, un 2,91 % del padrón.
La lista nominal está compuesta por 61 907 ciudadanos, de los 3 191 625 registrados ante el INE, un 1,93%. 57 878 son originarios de Chiapas, 93,49%, 1 246 son de Oaxaca, 2,01%, 840 de Veracruz, 1,35%, 162 de Tabasco, 0,26% y 1 781 de otras entidades 2,87%.
Para efectos de elecciones del nivel federal, Tonalá es cabecera del Distrito VII Electoral de Chiapas, uno de los 12 del estado, que se integra junto a los municipios de Acacoyagua, Acapetahua, Arriaga, Escuintla, Mapastepec, Pijijiapan, Tonalá y Villa Comaltitlán.
A nivel local Tonalá es cabecera del Distrito XV, uno de los XXIV que integran el congreso local, compuesto por los municipios de Arriaga, Tonalá, Pijijiapan y Mapastepec.
Dentro del municipio las secciones van desde la 1 486 hasta la 1 529.

### Etnografía
La gran mayoría de la población tonalteca es de origen mestizo. Sin embargo, Lorenzana (2009) menciona que en 1793 la población afrodescendiente era el 61%  de la población total en Tonalá, siendo una de las principales zonas afromexicanas del estado. Es importante mencionar que la población ha olvidado con el tiempo que es afrodescendiente debido a procesos históricos y políticos de mestizaje.
La lengua predominante es el español. Según el censo del 2010 en el municipio había 284 personas hablantes de alguna lengua indígena, 0.02 % de la población. De estas, 188 hablan español, 2 son monolingües y 94 no fue especificado. Entre las lenguas habladas están: tsotsil con 35, tseltal con 9, Chol con 4, Mam con 2, Zoque con 1, Tojolabal con 1, otras con 150 (principalmente zapoteco) y no especificado con 82. Las personas de habla zapoteca se han asentado en la región debido a los lazos comerciales entre el municipio de Tonalá y la región del Istmo de Tehuantepec. 
Existe el registro de dos localidades en el municipio que son personas que provienen de otros municipios por programas de reubicación, una de ellas es Benito Juárez II, que proviene del municipio de Francisco León reubicados por ser damnificados del volcán Chichonal y su lengua materna es Zoque. La otra comunidad denominada Benito Juárez I (Nuevo Milenio), son personas reubicadas del municipio de Siltepec por problemas agrarios y su lengua materna es Mam.
Hacia 1522 se especula que los indios del Soconusco hablaban un dialecto Zoque, el Huehuetlateco, además del huave y un posible enclave de náhuatl arcaico. Después de la conquista española, el náhuatl sería impuesto como lingua franca para facilitar la conversión y la administración. Actualmente, en el municipio solo permanece el zoque, y el huave en el vecino municipio oaxaqueño de San Francisco del Mar, específicamente, la pesquería de Cachimbo.

### Religión
Católica: 52 223, Protestante: 5 996, Bíblica no evangélica: 4 208, Judaica: 5, Otra: 24, Sin religión: 6 206. Fuente: INEGI 2000.

### Deporte
El Pentathlon Deportivo Militarizado Universitario, fungio como motivador dentro de niñez y juventud tonalteca; entre los años 1985 al 2010 fomentando actividades deportivas, cívico culturales, campismo, atléticas, entre otras; todo dentro de una disciplina militarizada y prácticas de fin de semana, destacando como su primer comandante y fundador de esta subzona Tonalà Profr. Lauro Ernesto Mancilla Velázquez, secundado en los años siguientes los CC. Profr. Roger Asiel Castillo, Jesùs Antonio Ruiz Sosa, Abundio Castillejos Pascacio, Francisco Valdivieso Tovilla y José Rivera Comando.

## Educación
La escolaridad promedio de la población tonalteca es de 7.19.

### Infraestructura escolar[56]
Al final del ciclo escolar 2010-2011 en Tonalá había: 107 centros de preescolar, 118 primarias, 40 secundarias, 17 escuelas de educación media, 6 escuelas de educación superior. En estos datos entran también escuelas particulares.
A nivel secundaria destacan las escuelas del estado: “Ramón E. Balboa” y “Hermanos Serdán” en la ciudad de Tonalá. Y la escuela Técnica Pesquera 14, una de las 8 escuelas técnicas estuarinas del país y la única en Chiapas, localizada en Paredón.
A nivel preparatoria destacan el CBTIS 170, el CONALEP 170 y la Escuela Preparatoria Oficial del Estado 1 y 2, las cuatro, en la ciudad de Tonalá. Particulares encontramos: Centro Educativo "Summerhill" y Colegio "La Rosa".
A nivel universitario encontramos en la ciudad de Tonalá el Campus IX "Ciencias Administrativas" de la Universidad Autónoma de Chiapas (UNACH), el "Centro de Investigaciones Costeras" de la Universidad de Ciencias y Artes de Chiapas (UNICACH) y la Escuela Normal “Del Estado” como escuelas públicas. Particulares encontramos: El Instituto de Estudios Superiores de Chiapas (IESCH), el Centro Universitario del Valle de Chiapas (CUVACH) y la Universidad del Pacífico de Chiapas (UPACH).

### Población estudiantil[56]
En 2011 había escritos en primaria 11'977 alumnos, en secundaria 5'358 y en educación media superior 4'342.
En ese mismo año egresaron 1'794 alumnos de primaria, 1'552 de secundaria y 865 de educación media superior.
La tasa de eficiencia terminal en primaria es de 91.78, en secundaria de 84.93 y en educación media superior de 50.23.
La razón alumno/maestro en primaria es de 23.17, en secundaria de 16.80 y en educación media superior de 16.02.

### Personal docente[56]
Al final de curso escolar 2010-2011 el municipio contaba con 1’411 docentes en los distintos niveles.
En preescolar 233, en primaria 517, en secundaria 319, en bachillerato 271, en nivel superior 71.
Docentes tanto de escuelas públicas como particulares. Incluyendo personal directivo con grupo, profesores de educación física, de actividades artísticas, tecnológicas e idiomas. Para el CONAFE en preescolar, primaria y secundaria se refiere a instructores comunitarios, instructores culturales y/o artesanales.

## Economía
Tonalá se ha distinguido por su economía, ya que es la tercera ciudad en importancia del estado; su actividad principal es la ganadería, se complementa con la actividad relacionada con la pesca y la agricultura. Además de ser una zona camaronera es un lugar donde también cultivan maíz, fríjol, sandía, mango y tamarindo.
En la ganadería el ganado bovino es el mayor exponente de cría, seguido por el porcino y la cría de las aves de corral (gallinas y guajolotes).
En la agricultura en el área de sembradíos destacan el mango y el maíz, Tonalá es conocido nacionalmente por su producción de mango ataúlfo.
La pesca es principalmente de autoconsumo y se desarrolla en la múltiples lagunas del municipio y el océano Pacífico.
El turismo se enfoca principalmente en sus playas, ya que son los destinos playeros más destacados de la entidad.
Las playas más visitadas del municipio son: Puerto Arista, Playa del Sol, Boca del Cielo, Madresal y Paredón; es en estos lugares dónde se concentra la mayoría del turismo, la distribución del mismo se centra en los períodos vacacionales de invierno, verano y Semana Santa.
Las prestaciones de servicios se enfocan principalmente en actividades complementarias al disfrute de las playas, tales como: restaurantes, hospedaje sencillo, renta de cuatrimotos, renta de caballos, lanchas y demás.
En las playas de Boca del Cielo y Puerto Arista se encuentran también dos campamentos tortugueros que tratan de preservar las especies de tortugas marinas que desovan en las playas del Estado.